# Hungersnot in der Sowjetunion in den 1930er Jahren

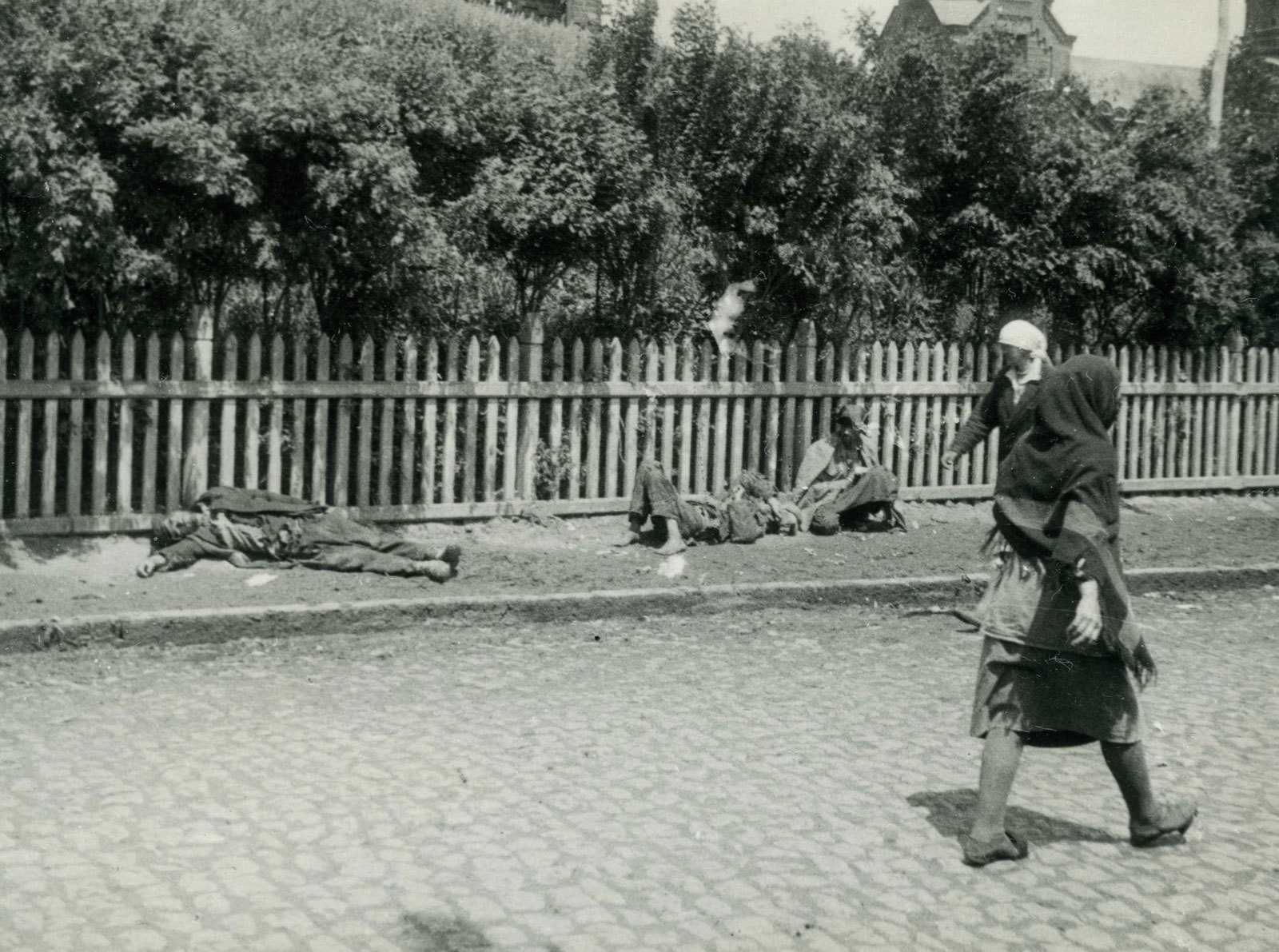
Verhungernde Bauern in Charkiw (1933)

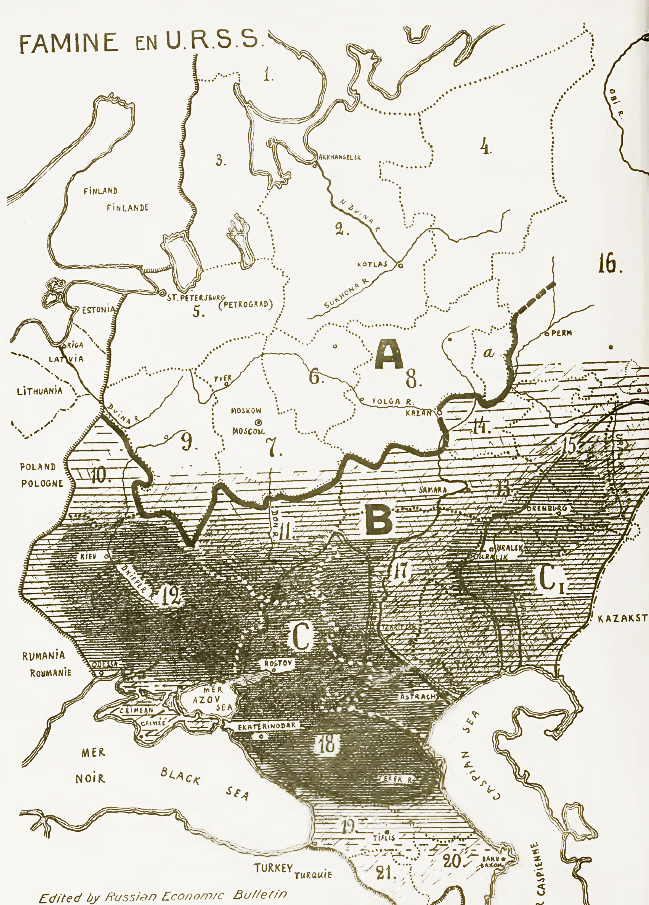
Zeitgenössische Karte in französischer und englischer Sprache mit den von der Hungersnot besonders betroffenen Gebieten im europäischen Teil der Sowjetunion (ohne Kasachstan)

Die Hungersnot in der Sowjetunion in den 1930er Jahren war die nach Todeszahlen größte Hungersnot in der Geschichte der Sowjetunion und die zweite der drei großen Hungersnöte der sowjetischen Geschichte. Während die Schuld der stalinistischen Regierung und ihrer Politik an der Hungersnot unbestritten ist, sind die Intentionen der Sowjetführung sowie die Einstufung der Hungersnot als Völkermord historische und politische Streitpunkte. Ebenfalls umstritten ist die exakte Zeitspanne der Hungersnot. Sie begann frühestens 1930 und endete spätestens 1934. Die Hauptphase war Anfang 1933.
Schätzungen der Todeszahlen haben im Verlauf der Geschichte variiert, liegen aber nach neuestem Stand zwischen 8.000.000 und 9.000.000. Davon entfallen über 3.500.000 auf die Ukraine, über 3.000.000 auf Russland, und über 1.200.000 auf Kasachstan. Die meisten Todesfälle gab es in den ersten sechs Monaten des Jahres 1933.
In der Ukraine wird die lokale Form der Hungersnot, der „Holodomor“, als Völkermord an den Ukrainern eingestuft. Mehrere andere Staaten in Europa sowie Nord- und Lateinamerika teilen diese Auffassung.
Die Hungersnot in Kasachstan von 1930–33 ist in Kasachstan weniger politisch gefärbt als der Holodomor in der Ukraine.

## Name der Hungersnot
Als Eigenname der Hungersnot wird manchmal der Begriff „Große Hungersnot“ verwendet.
Die russische Regierung benutzt in offiziellen Erklärungen die Formulierung „Hungersnot der 1930er auf dem Gebiet der UdSSR“.
Der lokale Ableger in der Ukraine und in den mehrheitlich ukrainischen Teilen der RSFSR ist als „Holodomor“ bekannt.
In der russischen und kasachischen Literatur ist der Begriff „Goloschtschokin-Genozid“ als Alternativname für die Hungersnot in Kasachstan verbreitet.

## Zeitspanne der Hungersnot
Während die Zeitspanne der Hungersnot von den meisten Historikern als 1932 bis 1933 gegeben wird, wird manchmal auch das Jahr 1931 als Startpunkt vorgeschlagen. Die Historikerin Sarah Cameron schlägt für die kasachische Hungersnot sogar das Jahr 1930 vor. Ebenso wird manchmal statt dem Jahr 1933 das Jahr 1934 als Endjahr der Hungersnot gegeben.

## Hintergrund

### Sowjetische Wirtschaft zwischen Lenin und Stalin
Nach den verheerenden Auswirkungen des Ersten Weltkriegs (1914 bis 1918), des Russischen Bürgerkriegs (1917 bis 1922) und der Wirtschaftspolitik des „Kriegskommunismus“ (1918 bis 1921), insbesondere nach der Hungersnot in Sowjetrussland 1921–1922, entschied sich Lenins sowjetrussische Regierung für die Wiedereinführung einer partiellen Marktwirtschaft in Form der Neuen Ökonomischen Politik (1921 bis 1928), gemeinhin „NEP“ (russisch НЭП - Новая экономическая политика, NEP – Nowaja ekonomitscheskaja politika) abgekürzt.
Die NEP brachte einige wirtschaftliche Stabilität und erlaubte in den Großstädten des Staates, seit dem 30. Dezember 1922 offiziell UdSSR genannt, sogar eine kurzlebige Zeit der kulturellen und wirtschaftlichen Liberalisierung und des Massenkonsums. Jedoch war die NEP mit ihren teilkapitalistischen Wirtschaftsaspekten selbst von Lenin stets nur als temporäre Lösung gedacht worden und war schon vor Lenins Tod am 21. Januar 1924 den Kadern der KPdSU regelmäßig ein Dorn im Auge. Nach Lenins Tod wurde die Zukunft der NEP zu einer wichtigen Debatte über die Zukunft der gesamten Sowjetunion, da die verschiedenen Kandidaten für den Führungsposten verschiedene Ansichten bezüglich der NEP vertraten. Der „rechte Flügel“ der KPdSU um Nikolai Bucharin wollte die NEP zumindest kurz- bis mittelfristig fortführen, während der „linke Flügel“ um Leo Trotzki die NEP schnellstmöglich abschaffen wollte und stattdessen den Ersatz der privatwirtschaftlichen Aspekte der Landwirtschaft durch Zwangskollektivierung anstrebte.
Im Zuge der NEP fanden einige klein- und mittelständische Unternehmer in der Sowjetunion durch ihre Geschäfte einen moderaten Wohlstand. Diese „Nepmänner“ wurden schnell zum Feindbild der orthodoxen Kommunisten innerhalb der KPdSU.

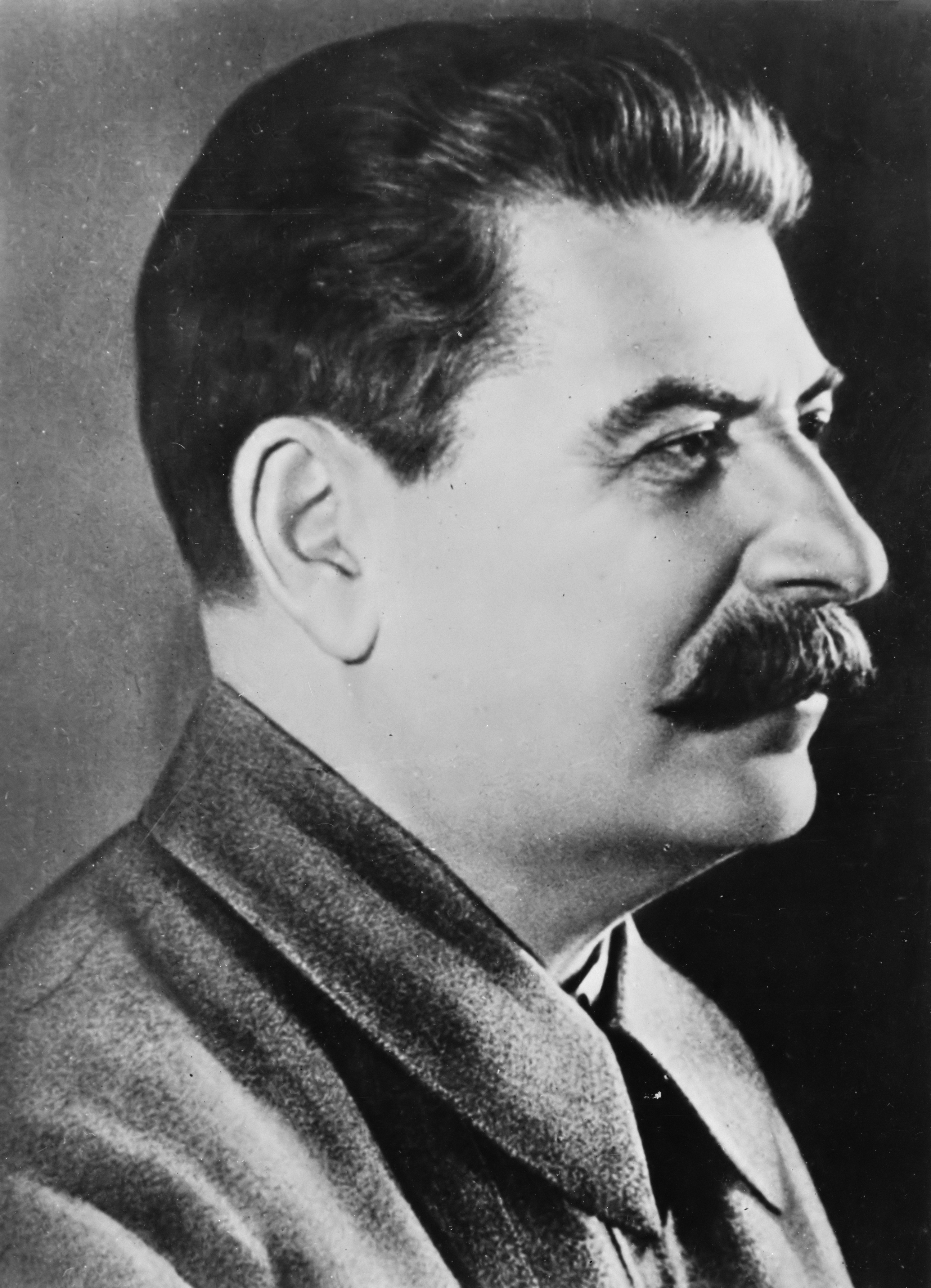
Josef Stalin ging aus den parteiinternen Machtkämpfen der 1920er siegreich hervor. Ab 1929 begann er, die sowjetische Wirtschaft radikal umzumodellieren.

Josef Stalin, der schlussendlich als Sieger aus dem Machtkampf nach Lenins Tod hervorgehen würde, war in Wirtschaftsfragen anfangs neutral. Stalin unterstützte bis 1927 die wirtschaftspolitische Linie des rechten Flügels und der Verteidiger der NEP, machte diese Unterstützung aber nicht weithin öffentlich. Er verbündete sich zunächst mit Bucharin gegen Trotzki und seine Anhänger („Linke Opposition“), aber wandte sich nach der Neutralisierung Trotzkis gegen Bucharin und dessen Unterstützer („Rechte Opposition“) und damit gegen die NEP.
Stalin verfolgte ab 1928 öffentlich die Abschaffung der NEP und die Einführung eines ultrabeschleunigten Industrialisierungsprogramms, mit besonderem Fokus auf Schwerindustrie, insbesondere Rüstungsgüter. Zu diesem Zweck wurden die Fünfjahrespläne als neue sowjetische Wirtschaftsdoktrin anstelle der NEP installiert. Die Abschaffung der NEP trug entscheidend zur Hungersnot der 1930er bei, war aber 1928 bei den Kadern der KPdSU als politische Entscheidung durchaus beliebt.
Als Teil der Umformung der Landwirtschaft, die unter NEP teilprivatisiert gewesen war und die es Bauern erlaubt hatte, Teile ihres Ertrages einzubehalten und entweder zu verzehren oder zu verkaufen, wurden stattdessen massive Verstaatlichungen der Landwirtschaft vorangetrieben. Die Bauern der UdSSR wurden angeregt, sich in Kolchosen (gemeinschaftliche Landwirtschaftsbetriebe unter strenger staatlicher Überwachung) oder in Sowchosen (staatliche Landwirtschaftsbetriebe mit Bauern als Staatsangestellte) zu organisieren. Dies war zunächst freiwillig, aber nachdem beispielsweise die Kollektivierungsrate in der Ukrainischen SSR (USSR) 1928 erst 3,4 % der Bauernhöfe und 3,8 % des Ackerlandes betrug, entschloss sich die Zentralregierung der UdSSR, den Kollektivierungsprozess per Zwang zu beschleunigen. Die Kampagne der Zwangskollektivierung begann nach einem Befehl des Zentralkomitees der KPdSU im Februar 1929.:555
Um mit weniger Arbeitskraft in der Urproduktion trotzdem Produktionswachstum zu erzielen, wurden besonders die nomadischen Bewohner Zentralasiens (oft unter Zwang) dazu bewegt, sich sesshaft zu machen und ihre Lebensweise der nomadischen Viehzucht durch Ackerbau zu ersetzen. Diese Politik, besonders in der Kasachischen ASSR (KASSR) betrieben, wird auch „Sedentarisierung“ genannt.

### Kultur- und Nationalitätenpolitik unter Stalin
Unter Stalin kam es zu einer größeren politischen Ermächtigung der Minderheiten in der Sowjetunion, besonders der Hauptvölker jeder Teilrepublik. So wurde in der USSR die Ukrainisierung begonnen, um die Benutzung der ukrainischen Sprache zu fördern, eine höhere Teilnahme der ethnisch ukrainischen Bevölkerung in der Kommunistischen Partei anzuregen (vor 1921 war die Partei in der Ukraine fast ausschließlich russisch und jüdisch gewesen) und die Ukraine als Kulturkreis fester in die Sowjetunion einzubinden.:98 In der Weißrussischen SSR (WSSR) gab es stattdessen die Belarussisierung.

### Getreidebeschaffungspolitik der Sowjetregierung

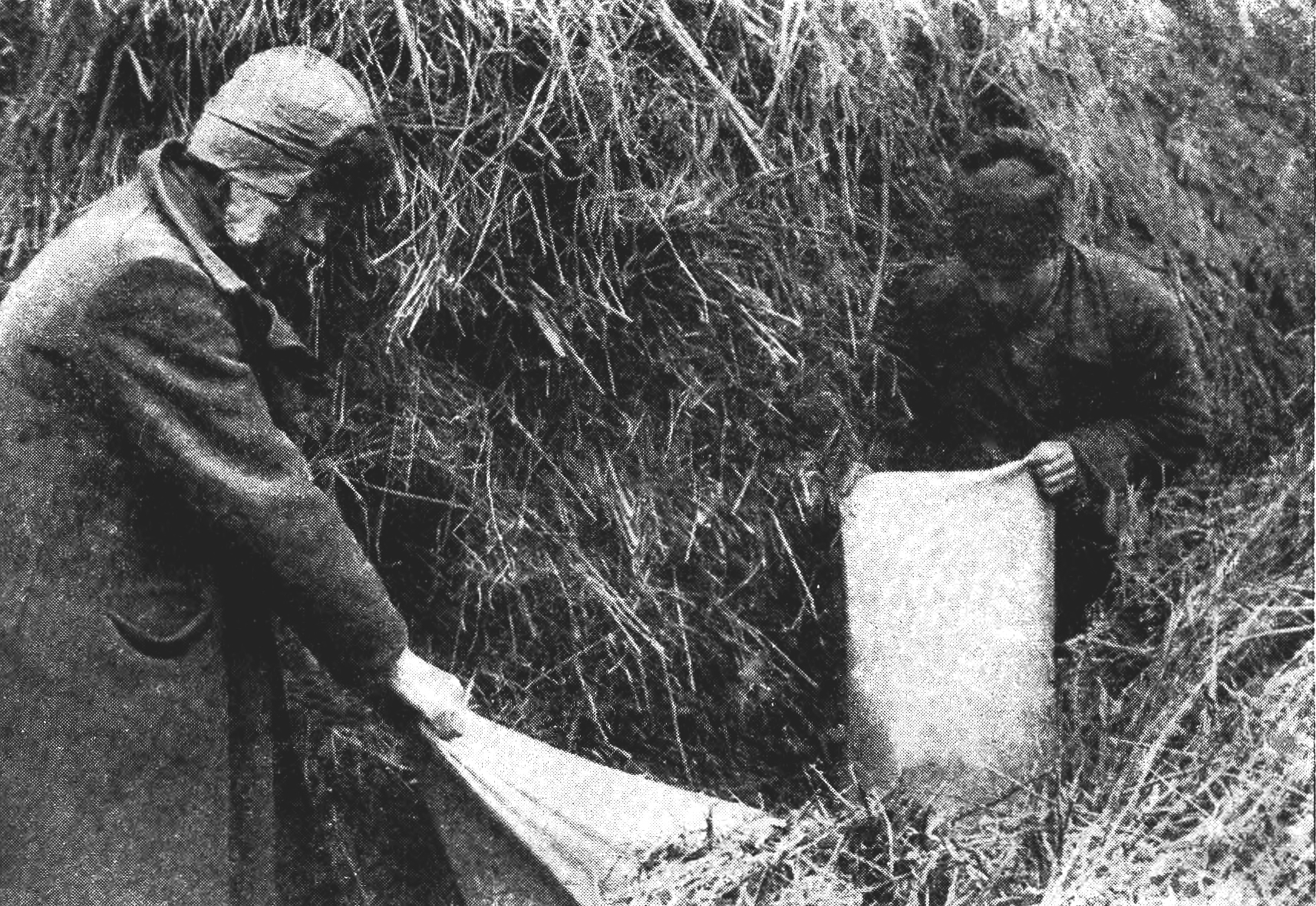
Getreidebeschlagnahmung bei den Kulaken (1933)

Seit 1917 betrieb die Sowjetregierung als Teil der sowjetkommunistischen Planwirtschaft Getreidebeschaffungsmaßnahmen. Ursprünglich wurde unter dem System des Kriegskommunismus die Prodrazvyorstka ('Nahrungsmittelverteilung') betrieben, welche im Zuge der Landwirtschaftsreformen der NEP 1921 aufgegeben wurde. Die Prodrazvyorstka hatte aus gesetzten Requirierungsquoten bestanden.:391 Diese Quoten wurden danach stattdessen mit einer Sachsteuer ersetzt. Diese Sachsteuer, Prodnalog (Abkürzung von Prodovolstvenniy nalog, 'Nahrungsmittelsteuer'), wurde im März 1921 eingeführt und wurde Teil der NEP.:150
Nach dem Ende der NEP wurden statt der Prodnalog die Zwangsabgaben in der Landwirtschaft wieder eingeführt. Im April 1930 wurde verfügt, dass die Kolchosen und Sowchosen zwischen einem Viertel und einem Drittel ihrer Erträge an den Staat liefern würden, während der Rest des Ertrags als Bezahlung an die Bauern gehen würde. Die weitreichende Rücknahme und Einbehaltung dieser Getreidebezahlung ab November 1932 würde entscheidend zur Höchstphase der sowjetischen Hungersnot beitragen.
Für das abgelieferte Getreide sollte es vom Staat für die Bauernhöfe Entlohnungen geben. Trotz dieser Erklärung kam es de facto zwischen 1930 und 1932 jedoch nur selten zu finanziellen Ausgleichszahlungen an die Kollektivbauernhöfe. Eine Abkehr von dieser Politik erfolgte erst im Januar 1933, als die Hungersnot bereits im vollen Gange war.

### Entkulakisierung

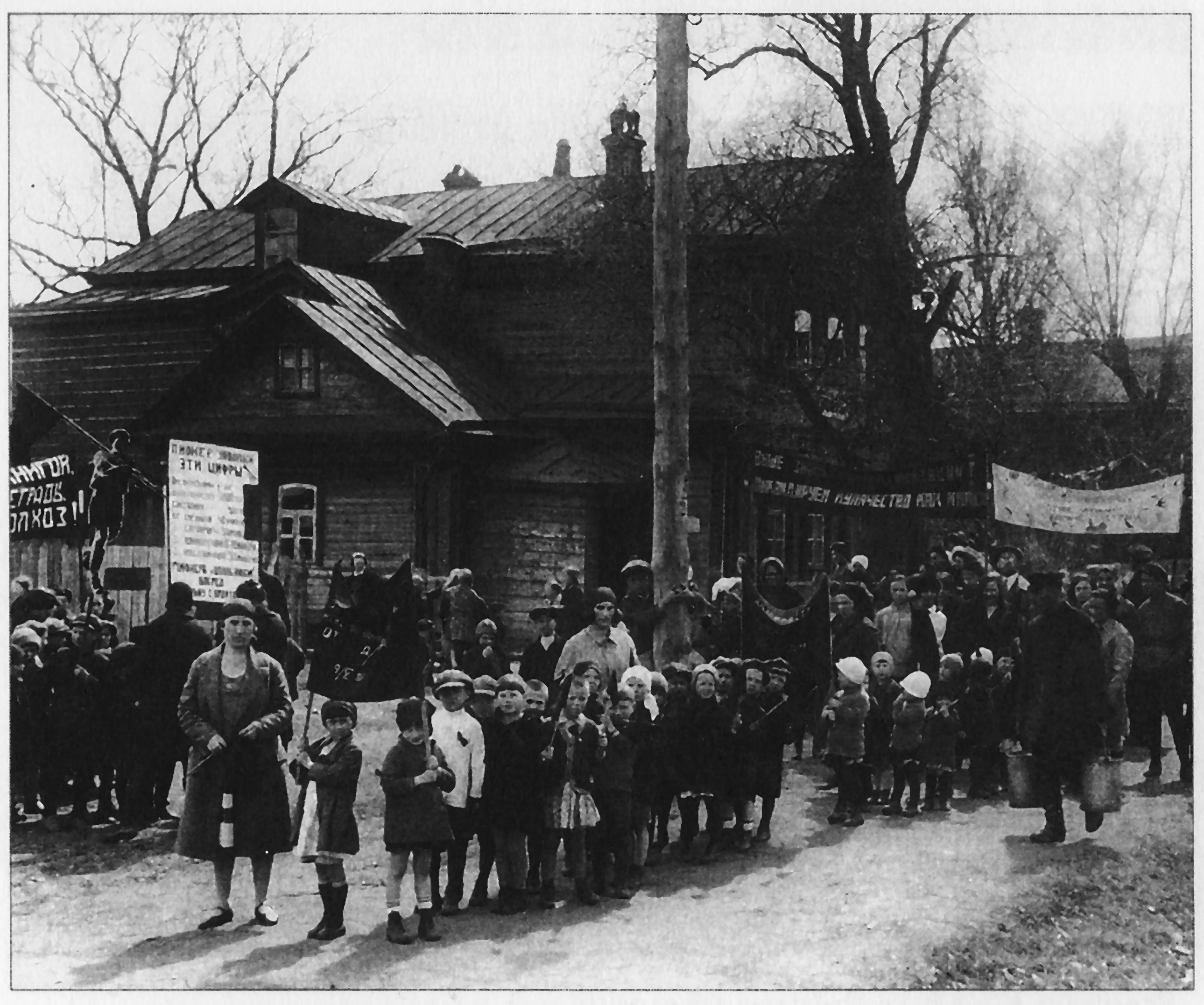
Von der Sowjetregierung organisierter Bauernaufmarsch während der Entkulakisierung

Die Entkulakisierung war Teil der stalinistischen Landwirtschaftsreform. In der Terminologie der russischen Landwirtschaft waren die Bauern in drei Schichten unterteilt, die „armen Bauern“, die „Mittelbauern“ und die wohlhabenden „Kulaken“. In der Sowjetideologie nahmen die Kulaken (und all jene, die für solche gehalten wurden) die Rolle eines kapitalistischen Klassenfeinds in der Landwirtschaft ein. In der Realität waren die Opfer der sowjetischen Entkulakisierungskampagne oft selbst bitterarm. Da aber in der sowjetischen Selbstdarstellung alle Nicht-Kulaken die ländliche Politik unterstützten, wurden per Definition alle Bauern, inklusive der verarmten Landarbeiter, zu Kulaken, wenn sie sich des Widerstands schuldig machten. In Wirklichkeit gab es Widerstand gegen die sowjetische Politik in allen Reichtumsschichten des Bauerntums.
Kulaken (sowohl tatsächliche als auch vermeintliche) wurden zum Sündenbock für sowjetische Ernteausfälle in den späten 1920ern. Im Juli 1928 verteidigte Stalin die Beibehaltung von niedrigen Getreidepreisen als notwendigen „Tribut“ der Bauern zur Durchsetzung der Industrialisierung.
Am 27. Dezember 1929 kündigte Stalin sein Ziel der „Liquidierung der Kulaken als Klasse“ an.:117 Dieses Ziel wurde ab Januar 1930 in Befehle des Zentralkomitees der KPdSU umgesetzt.:557

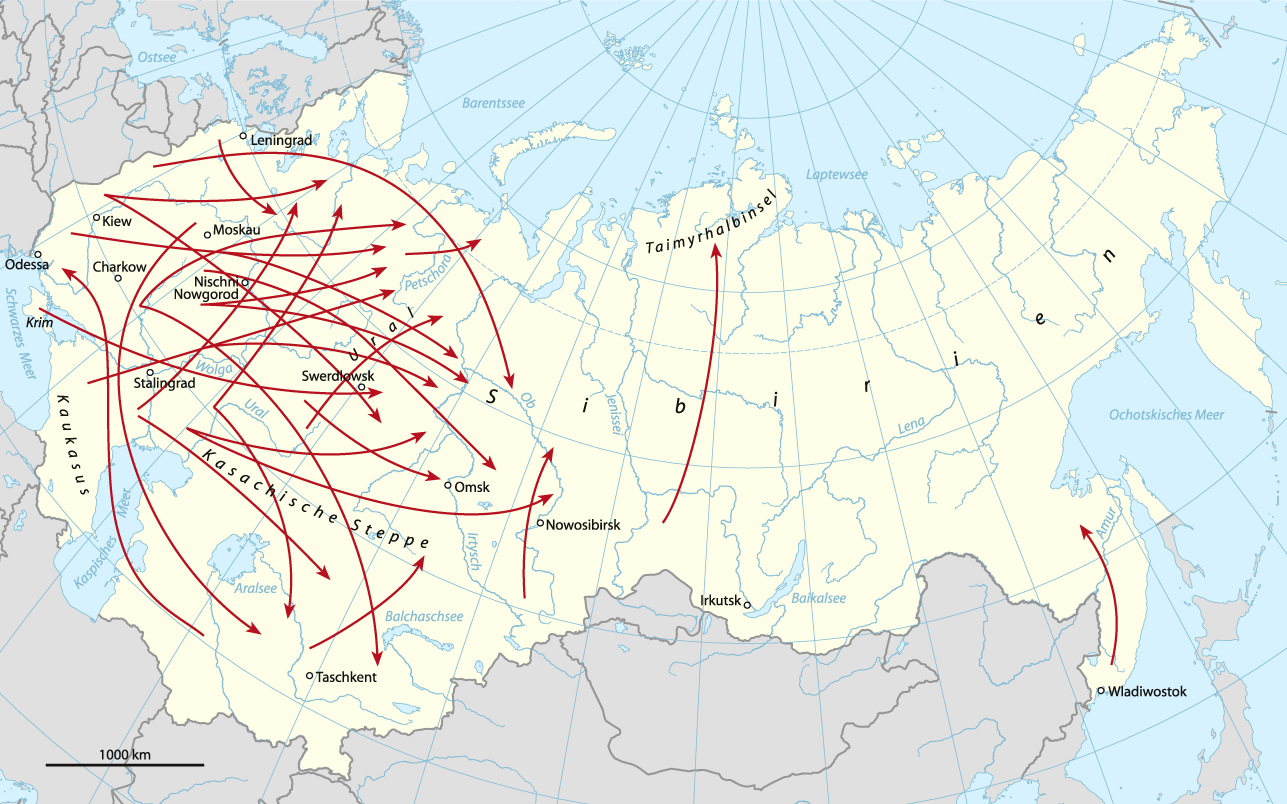
Kulakendeportationen in den Jahren 1930 und 1931

Zwischen 1930 und 1931 kam es daraufhin zu den schwersten Exzessen der Entkulakisierungskampagne. Insgesamt gab es 30.000 Erschießungen, 2.100.000 Zwangsdeportationen (davon 1.800.000 in den Jahren 1930 und 1931), und mindestens 2.000.000 lokale Zwangsumsiedlungen auf schlechtere Böden innerhalb der Heimregion.:595:165 Zwischen Januar und März 1930 wurden allein in der Ukraine 62.000 Kulakenhaushalte, mit insgesamt mehr als 250.000 Menschen, aufgelöst. Die fraglichen Kulaken wurden verhaftet, deportiert oder ermordet.:557
Die Entkulakisierung führte in allen Bereichen der Landwirtschaft zu erheblichen wirtschaftlichen Schäden. So gab es in der Viehzucht 1934 lediglich die Hälfte der Arbeitstiere, die noch 1929 in der Sowjetunion registriert worden waren.
Von vielen westlichen Historikern wird die Entkulakisierung als Teil der größeren stalinschen Säuberungen gesehen, in welchen Josef Stalin die Parteibürokratie Lenins durch komplette Unterjochung aller Aspekte von Staat, Gesellschaft und Partei in seine persönliche Diktatur umzuwandeln suchte. Damit steht die Entkulakisierung in der Sowjetunion in einer Reihe mit dem Großen Terror und den Moskauer Prozessen.

## Geschichte der Hungersnot
Die ersten Vorzeichen der sowjetischen Hungersnot zeigten sich in Kasachstan. Zwischen 1929 und 1930 hatte die Sowjetregierung die Politik der Sedentarisierung stark vorangetrieben und die Abgabenforderungen an die neuangesiedelten kasachischen Landbewohner stark erhöht.
Frühzeichen der kasachischen Hungersnot zeigten sich bereits 1930, aber die Hauptphase begann in Kasachstan im Verlauf des Jahres 1931. Die kasachischen Viehzüchter waren zwangsangesiedelt und den Getreideabgabenquoten unterworfen worden. Mit der Getreidewirtschaft unerfahren, mussten die Kasachen oft ihr Vieh verkaufen, um mit dem Geld Getreide zu kaufen, um wiederum die Anforderungen der Regierung zu erfüllen. Ohne Geld, Getreide oder Vieh waren die kasachischen Bauern sodann stark von Hunger bedroht.

### 1932
Nach 1931 wurden zusätzliche Lebensmittel aus dem Umlauf genommen, um für die Rote Armee Militärreserven für einen plötzlichen Kriegsfall zu sichern. Der japanische Einmarsch in Nordostchina (Mandschurei-Krise) wurde von Stalin als große Gefahr empfunden. Am 18. Juni 1932 schrieb Stalin bezüglich der Kriegsgefahr an der japanisch-sowjetischen Grenze in einem Brief an Grigori Ordschonikidse, dass japanische Kriegsvorbereitungen gegen die Sowjetunion bereits stattfänden und dass die Bereitschaft der UdSSR gesichert sein müsse.
Im Januar 1932 betonte Stalin mit Nachdruck, dass die Getreideabgabenziele der folgenden Jahre trotz der schwachen Ernte 1931 um jeden Preis einzuhalten waren.:35

Am 7. August 1932 wurde vom Rat der Volkskommissare der Sowjetunion das „Gesetz der fünf Ährchen“ verabschiedet. Diebstahl von „Kollektivbauernhofbesitz“ wurde mit entweder mindestens 10 Jahren Gefängnis oder mit Hinrichtung bestraft. Es wurde verboten, die Erntereste auf den Kollektivbauernhöfen aufzusammeln.:563
Im Herbst 1932 wurde klar, dass die Situation in der Ukraine und im Nordkaukasus von Tag zu Tag schlechter wurde. Wjatscheslaw M. Molotow wurde als Sonderbeauftragter in die Ukraine geschickt, um die Getreideabgaben zu überwachen. Lasar M. Kaganowitsch übernahm die gleiche Aufgabe im Nordkaukasus.:24 Am 11. August 1932 hatte Stalin zuvor brieflich seinen erwählten Sonderbeauftragten explizit den Befehl gegeben, die „Ukraine nicht zu verlieren“. Der politische Verbleib der Ukraine bei der Sowjetunion war für Stalin wichtiger als das Überleben der ukrainischen Zivilbevölkerung. Nach diesem Befehl wurden die Behörden der GPU (ab 1934 NKWD) aktiv und aggressiv zur Einschüchterung und politischen Beherrschung der Landbevölkerung in der Ukraine, später auch im Nordkaukasus und in Kasachstan, eingesetzt.

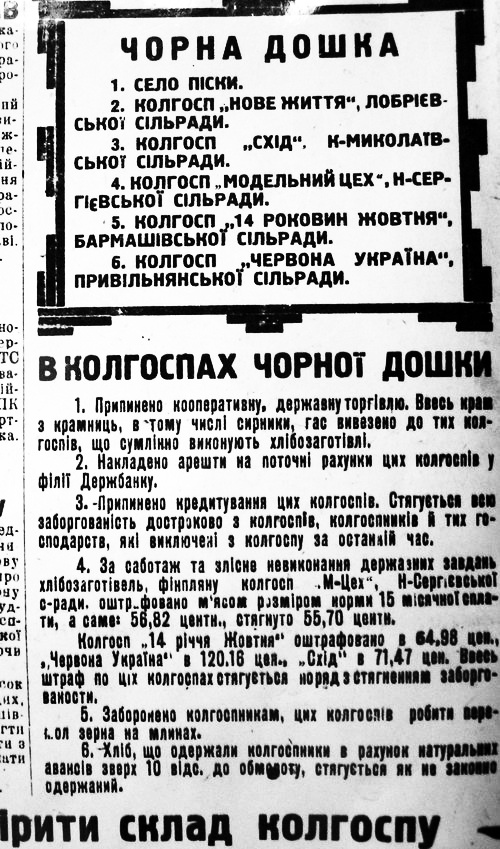
Eine Schwarze Liste (Januar 1933) in der Oblast Mykolajiw

Zwischen November und Dezember 1932 wurden die „Schwarzen Listen“ in der Ukraine und der Kuban-Region eingeführt. Dörfer oder Rajons, die auf diesen Schwarzen Listen eingetragen wurden, wurden vom Handel mit anderen Teilen der Sowjetunion abgeschnitten. Eintragung auf den Schwarzen Listen erfolgte oft nach Verfehlung der Requirierungsziele. Hungernde ländliche Regionen wurden durch die Schwarzen Listen noch zusätzlich von Hilfeleistungen und Handel abgeschnitten. Am 4. November 1932 wurden auch im Nordkaukasus unter direkter Anweisung Kaganowitschs mehrere Dörfer und Rajons auf die Schwarze Liste gesetzt.
Zwischen dem 18. November und dem 20. November 1932 wurde vom Politbüro des Zentralkomitees der KPdU verfügt, bei all jenen Bauern, welche die Getreideauflagen nicht erfüllen konnten, stattdessen Fleisch, Kartoffeln und Vieh zu konfiszieren, sowie in allen Kolchosen, welche die Getreideauflagen nicht erfüllen konnten, die Getreidereserven zu konfiszieren. Darüber hinaus sollte auch das Getreide, welches Mitarbeitern der Kolchosen und Sowchosen für ihre Arbeitstage bezahlt worden war, im Falle der Nichterfüllung der Getreideauflagen konfisziert werden.
Am 14. Dezember 1932 wurden auf Befehl Stalins und Molotows außerordentliche Strafen für Nichterfüllung der Getreidebeschaffungsmaßnahmen in der Ukraine eingeführt.:42 Ebenfalls Teil des Befehls dieses Tages war die „korrekte Implementierung der Ukrainisierung“ und die Säuberung „petljurischer“, d. h. nationalistisch ukrainischer, und „konterrevolutionärer“ Elemente. Der 14. Dezember 1932 stellt damit das Ende der Ukrainisierungspolitik dar, da von nun an alle kulturell und national ukrainischen Elemente als staatsfeindlich eingestuft werden konnten (und oft eingestuft wurden).:100
Am 16. Dezember 1932 wurde das zwischen dem 18. und 20. November in der Ukraine eingeführte System teilweise auch in den Nordkaukasus übernommen. Auch dort sollte verstecktes Getreide mit höchster Wachsamkeit aufgespürt werden. Im Falle der Nichterfüllung der Getreideauflagen waren stattdessen Fleisch und die Notreserven der Kolchosen zu konfiszieren.
Im Dezember 1932 wurde schrittweise das System der internen Reisepässe eingeführt, um Bevölkerungsverschiebungen aus hungernden Gebieten zu verhindern und die hungernden Gebiete abzuriegeln.
Es ist davon auszugehen, dass zum 31. Dezember 1932 bereits 250.000 Einwohner der Ukrainischen SSR (USSR) verhungert waren. Dazu kamen hunderttausende Opfer in anderen Teilrepubliken, insbesondere Kasachstan und Russland. Diese Todeszahlen des Jahres 1932 waren bereits gewaltig, doch würden diese Zahlen in allen Teilen der Sowjetunion, vielleicht mit Ausnahme Kasachstans, von den Todeszahlen des Jahres 1933 noch übertroffen werden.

### 1933
In den ersten sechs Monaten des Jahres 1933 kam es mit Abstand zu den meisten Todesfällen während der gesamten Hungersnot. In dieser Zeitspanne wurden vielerorts die ländlichen Regionen durch die sowjetischen Behörden nach Getreide durchsucht, und nicht nur Getreide, sondern auch Saatgut und andere Lebensmittel beschlagnahmt. Außerdem wurde es in dieser Zeit durch die Ausreiseverbote (ab 22./23. Januar 1933 in der Ukraine, ab 16. Februar 1933 im Nordkaukasus) für die Einwohner der Hochkrisenregionen Ukraine und Nordkaukasus unmöglich, in weniger betroffenen Nachbarregionen nach Nahrungsmitteln zu suchen.
Am 1. Januar 1933 schickte das Zentralkomitee der KPdSU einen expliziten Befehl an das Zentralkomitee der KP der Ukraine (KPdU), sämtliche versteckten Nahrungsmittel in den ländlichen Gegenden aufzuspüren und all jenen, die Essen versteckten, harte Strafen aufzuerlegen.
Am 19. Januar 1933 erfolgte eine partielle Abkehr von der Zwangskollektivierung durch die sowjetische Regierung. Es sollte Bauern schrittweise wieder erlaubt werden, privaten Ackerbau zu betreiben und die Erträge zum eigenen Profit zu verkaufen. Die volle Implementierung dieses Sinneswandels würde jedoch bis 1935 dauern, und die Sowjetbehörden waren sehr bedacht darauf, den Eindruck eines Rückkehrs zu NEP zu vermeiden. Das Gesetz des 19. Januar 1933 war seit Oktober 1932 in Bearbeitung gewesen und wandelte das System der zagotovka ('Sammlung') in ein System der obyazatelnya postavka ('Zwangslieferung') um. Auch wenn diese beiden Systeme zunächst namentlich ähnlich klangen, so erlaubte es die obyazatelnya postavka den Einzelbauern und den Kolchosen explizit, alle Ernteerträge nach Erfüllung der Getreideabgaben für sich selbst zu behalten. Dieser politische Wechsel würde entscheidend zur (im Vergleich zu 1932) erfolgreichen Ernte 1933 beitragen.:250ff.
Am 22./23. Januar 1933 wurde von der sowjetukrainischen Regierung ein Verbot ausgesprochen, die USSR ohne Sondererlaubnis zu verlassen. Auch die Überquerung unionsinterner Grenzen war damit endgültig verboten. Zuwiderhandelnde waren von der Sowjetpolizei zu verhaften und zurück in die Ukraine zu schicken,:70 wo sie zumeist zurück in ihre hungernden Dörfer geschickt wurden. Dieses Verbot wurde auf einen direkten Geheimbefehl Stalins hin erlassen, welcher am 22. Januar 1933 an die USSR, RSFSR und die Weißrussische SSR (WSSR) geschickt worden war.:13
Am 24. Januar 1933 wurde ein Erlass zur „Stärkung der Parteiinstitutionen“ der Kommunistischen Partei der Ukraine verabschiedet. Das Scheitern der Getreideabgabenpolitik wurde der ukrainischen Parteiführung angelastet, und die sowjetische Zentralführung verkündete die Ernennung handverlesener Sonderbeauftragter zur weiteren Überwachung der Getreideabgaben. Pawel P. Postyschew ersetzte Roman Terechow in Charkiw, Mendel M. Chatajewitsch ersetzte Vasili Stroganow in Dnipropetrovsk und Michail Razumov ersetzte Michail Mairow in Odessa. Besonders Postyschew wurde sehr schnell in der Ukraine sehr mächtig.:41 Gemeinsam mit Molotow und Kaganowitsch wurde Postyschew zu einem alternativen Machtzentrum, welches von lokalen Parteiapparaten in der Ukraine und im Nordkaukasus unabhängig und direkt Stalin hörig war. Die Entfernung der drei vorherigen Amtsinhaber (Terechow, Stroganow, Mairow) stellte die Ausschaltung regierungskritischer Elemente dar, da alle drei Männer sich über die Getreideabgaben beschwert hatten.
Im Januar 1933 erging ein diplomatischer Bericht des deutschen Botschafters in Moskau (Amtszeit 1928 bis 1933) Herbert von Dirksen, in welchem Dirksen den grundlegenden Konflikt zwischen Sowjetstaat und Bauerntum als Ursprung der Hungersnot identifizierte.
Am 16. Februar 1933 wurden die für die Ukraine ausgesprochenen innerländischen Ausreiseverbote im Nordkaukasus nachgeahmt.
Am 17. März 1933 wurde es durch einen Befehl des Allrussischen Zentralen Exekutivkomitees fast unmöglich für Bauern, ihre Kolchosen oder ihre Heimatdörfer zu verlassen.
Im Frühjahr 1933 kam es parallel zur Hungersnot in der Ukraine zu einer Unterdrückungskampagne durch die sowjetische Geheimpolizei gegen die ukrainische Intelligentzija.
Am 8. Mai 1933 kam es durch Stalin und Molotow zum Stalin-Molotow-Befehl, in dem angeordnet wurde, die „Massendeportationen und akuten Formen der Repression“ zurückzufahren, und stattdessen die Einzelbauern anzuregen, sich aus Schutz vor Hunger den Kolchosen und Sowchosen anzuschließen.

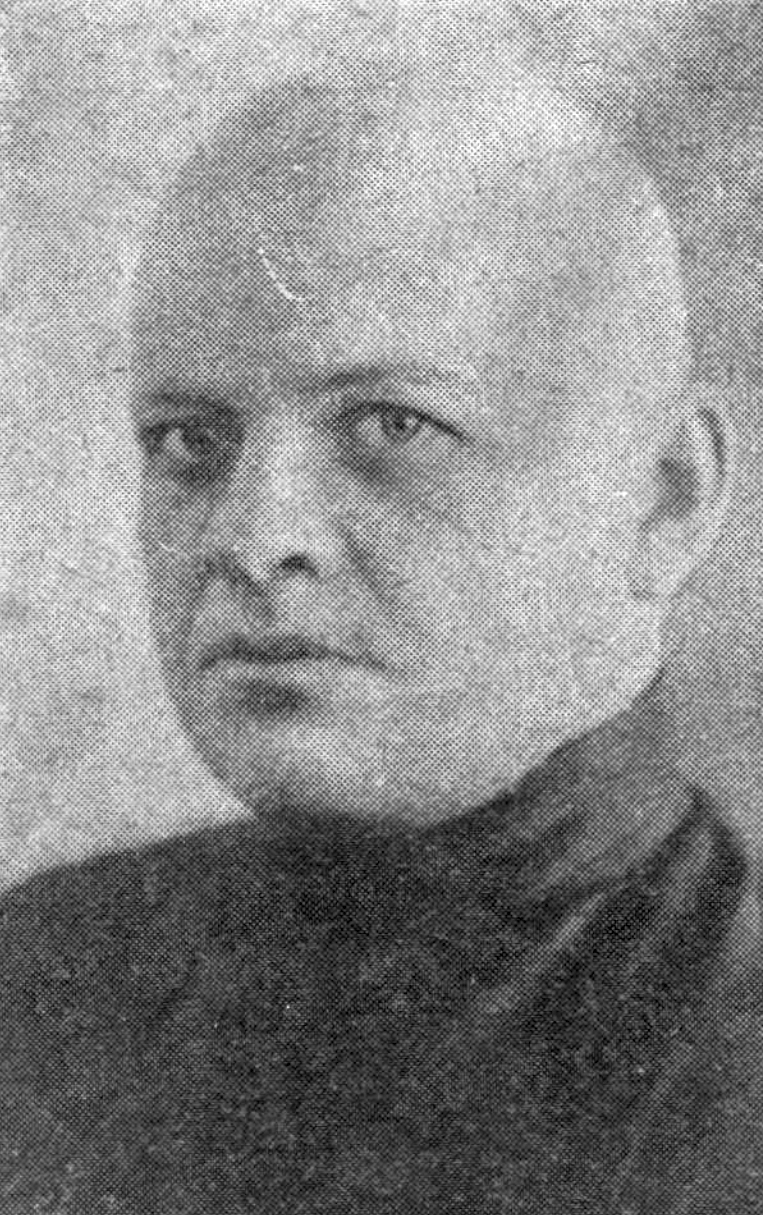
Stanislaw Kossior war von 1928 bis 1938 Oberhaupt der KPdU.

In einem Brief vom 15. Mai 1933 des ukrainischen Parteichefs Stanislaw Kossior an Stalin machte sich Kossior in einer herablassenden Weise über die hungernden ukrainischen Bauern lustig, die viele spätere Historiker dazu verleitete, diesen Brief als entscheidendes Beweisstück anzuführen, dass es sich bei der Hungersnot um einen gezielten Völkermord an den Ukrainern handeln müsse.
Zu diesem Zeitpunkt wurde über die sowjetische Hungersnot bereits von vielen ausländischen Zeitungen berichtet. Manche Berichterstattung verneinte jedoch jede Schuldigkeit der Sowjetregierung an der Situation und spielte die Schwere der Hungersnot herunter. Am 31. März 1933 veröffentlichte Walter Duranty, der berühmteste der sowjetfreundlichen Journalisten, seinen Artikel „Russen hungrig, aber nicht verhungernd“ (Originaltitel: Russians Hungry, But Not Starving) in der New York Times.:573 Die New York Times entschuldigte sich schließlich Anfang der 1990er für Durantys Berichterstattung.
Der Juni 1933 war der tödlichste Monat der Hungersnot. Die USSR verlor 4,5 % ihrer Gesamtbevölkerung allein in diesem Monat. Im Vergleich zum Januar 1933 waren die Todesfälle in der Landbevölkerung in der USSR um den Faktor 8,4 und in der RSFSR um den Faktor 2,1 erhöht.
Internationale Hilfe für die Hungersnot wurde von der Sowjetregierung größtenteils abgelehnt. Weder das vom Wiener Erzbischof Theodor Innitzer im August/September 1933 gegründete Hilfskomitee, in dem der Baltendeutsche Ewald Ammende (welcher später bei der Veröffentlichung und Verbreitung der Holodomor-Fotografien des Österreichers Alexander Wienerberger helfen würde) Generalsekretär wurde, noch das Internationale Rote Kreuz erhielten von der Sowjetregierung die Erlaubnis, innerhalb der Grenzen der UdSSR zu operieren.:311
Die Ernte des Jahres 1933 wurde durch die enormen logistischen Schäden behindert, welche die Hungersnot ausgelöst hatte. Die Sowjetregierung mobilisierte städtische Arbeiter und Reservisten der Roten Armee, um die Arbeitskräftemängel zu decken. Dennoch läutete die Ernte 1933 nach der Absenkung der Getreideabgabenquoten und der Umleitung der Nahrungsmittel aus anderen Regionen der UdSSR die Endphase der sowjetischen Hungersnot der 1930er ein.
Während der gesamten Hungersnot hatte die Sowjetregierung ihre Politik der Getreideexporte fortgesetzt, da die dadurch für die Industrialisierungsanstrengungen gewonnenen Devisen als für wichtiger erachtet wurden als das Überleben der ländlichen Zivilbevölkerung.

### 1934
Der Endpunkt der sowjetischen Hungersnot wird von manchen Historikern Ende 1933 gesehen, während andere Anfang 1934 noch als Teil der Hungersnot miteinrechnen. An den Spätfolgen der Hungersnot starben in der USSR im Jahr 1934 noch einmal 163.300 Menschen.
Im Januar 1934 verkündete Stalin eine verfälschte Bevölkerungszahl, um die enormen Menschenverluste der Hungersnot zu verschleiern. Aus Furcht vor der baldigen Volkszählung 1937 wurden 1936 in der gesamten UdSSR Schwangerschaftsabbrüche verboten, um die Geburtenrate zu erhöhen.
Obwohl die Ernte 1934 selbst nicht besonders groß war, bedeutete die Absenkung der Getreideabgabenquote durch die Sowjetregierung, dass genug Nahrungsmittel für die Zivilbevölkerung zur Verfügung standen.

## Todeszahlen
Eine demografische Analyse des ukrainischen historischen Demografen Oleh Wolowyna aus dem Jahr 2016 benennt 8.814.000 Direktverluste in der gesamten UdSSR zwischen 1932 und 1934, von denen 7.283.000 allein auf das Jahr 1933 entfallen. Von den Opferzahlen entfallen 3.943.000 auf die USSR (plus 25.000 auf die Moldauische ASSR), 3.322.000 auf die RSFSR, 1.258.000 auf die KASSR, 158.000 auf das übrige Zentralasien (Kirgisische ASSR, Tadschikische SSR, Turkmenische SSR, Usbekische SSR), 68.000 auf die WSSR und 40.000 auf die transkaukasischen Republiken (Armenien, Aserbaidschan, Georgien). Diese absoluten Zahlen entsprechen, auf relative Zahlen umgerechnet, 22,4 % Verlust der Gesamtbevölkerung in Kasachstan, 13,3 % in der Ukraine (9,5 % in der Moldauischen ASSR), 3,2 % in Russland, 1,7 % in Zentralasien (ohne Kasachstan), 1,3 % in Weißrussland, und 0,6 % in Transkaukasien.
Im Verlauf der Zeit sind verschiedene Schätzungen der Todeszahlen der sowjetischen Hungersnot gemacht worden. Einige ältere Schätzungen sind hier, zeitlich sortiert, aufgelistet.
- Robert Conquest schrieb in seinem Buch The Harvest of Sorrow: Soviet Collectivization and the Terror-Famine (veröffentlicht 1986) von 8.000.000 Opfern: 5.000.000 Tote in der Ukraine, 1.000.000 Tote im Nordkaukasus, 1.000.000 Tote im Rest des europäischen Teils der UdSSR, weitere 1.000.000 Tote in Kasachstan. Dabei sind Opfer der Entkulakisierung noch nicht mitgerechnet.[30]:306
- In ihrem gemeinsamen Buch The Years of Hunger: Soviet Agriculture, 1931–1933 (veröffentlicht 2004) schätzten die Historiker Robert W. Davies und Stephen G. Wheatcroft die Todeszahlen der Hungersnot auf zwischen 5.500.000 und 6.500.000.[42]:401
- Im Jahr 2008 veröffentlichte die Duma, das Parlament der Russischen Föderation, die damalige Ansicht der russischen Regierung bezüglich der Hungersnot. Die Todeszahl in der gesamten Sowjetunion wurde von den von der russischen Regierung beauftragten Historikern auf 7.000.000 geschätzt. Die russische Regierung legte Wert darauf, zu betonen, dass alle Teile der Sowjetunion (also nicht nur die Ukraine) unter der Hungersnot zu leiden hatten.[12]
- Im November 2008 nannte die Nationale Akademie der Wissenschaften der Ukraine eine Opferzahl von 3.500.000 in der Ukraine. Die anderen Teilrepubliken sind in diesem Bericht nicht berücksichtigt.[50]

Die meisten Menschen starben im Verlauf des Jahres 1933. Der absolute Höhepunkt der Todeszahlen eines einzigen Monats war im Juni 1933 erreicht.

## Hungersnot nach Teilrepublik
Wenn man die Hungersnot nach Teilrepublik analysiert, ergeben sich mehrere Muster. Nach absoluten Zahlen erlitt die USSR die höchsten Verluste, aber die KASSR verlor einen größeren Anteil der Gesamtbevölkerung. Die RSFSR erlitt in absoluten Zahlen die zweitmeisten Verluste, aber fiel aufgrund ihrer enormen Bevölkerungszahl im Vergleich der Opfer zur Gesamtbevölkerung hinter Kasachstan und die Ukraine zurück. Verlustraten in den anderen Republiken waren wesentlich geringer. Innerhalb der RSFSR gab es jedoch große regionale Unterschiede, und einige Teile des russischen Südwestens waren fast ebenso schwer von der Hungersnot betroffen wie die Ukraine.

### Kasachische ASSR

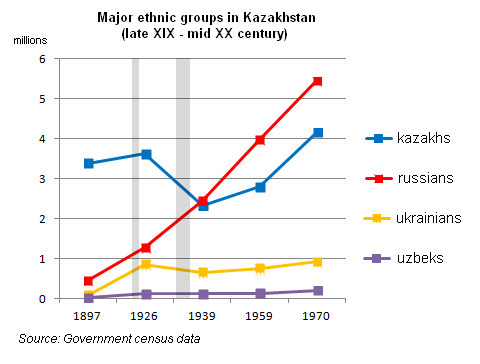
Bevölkerungsentwicklung der Volksgruppen Kasachstans zwischen 1897 und 1970

In der KASSR waren besonders nomadische Viehzüchter betroffen. Die Situation Kasachstans innerhalb der Sowjetunion war von den europäischen Teilrepubliken klar unterscheidbar. Lediglich 23 % der Bevölkerung der KASSR waren vollständig sesshaft, und der Nomadismus und die Viehzucht waren weiterhin weit verbreitet.
Die ersten organisierten Fluchtversuche hungernder kasachischer Bauern und Viehzüchter, die versuchten, die sowjetische Grenze zu Xinjiang (Republik China) zu erreichen und zu überqueren, wurden in den späten 1920ern registriert. Zwischen 1928 und 1933 überquerten etwa 200.000 Kasachen, von verschiedenen Motiven getrieben, erfolgreich die chinesische Grenze. Tausende wurden beim Versuch gestoppt und dann von den sowjetischen Behörden verhaftet oder hingerichtet.:122f.
Schon vor dem eigentlichen Ausbruch der Hungersnot waren die Nomaden Kasachstans als Ergebnis der sowjetischen Kollektivierungspolitik in der KASSR unruhig gewesen. Zwischen 1930 und 1931 verließen 286.000 Familien die Republik (entweder über die chinesische Grenze oder in andere Teilrepubliken der UdSSR), dazu kamen 78.000 weitere Familien im Jahr 1932 und 31.000 im Jahr 1933. Während der gesamten Hungersnot flohen insgesamt 600.000 Menschen aus Kasachstan. Flüchtlinge aus Kasachstan kamen bis nach Moskau, Stalingrad, Saratow, Woronesch und die Wolgadeutsche ASSR.
Kasachstan hatte etwa 1.500.000 Todesopfer zu beklagen, was einem Viertel der Bevölkerung entsprach.:160 Kasachstan erlitt die größten Verluste im Vergleich zur Gesamtbevölkerung. Das Volk der Kasachen war zudem die Ethnie, die im Vergleich zur ethnischen Gesamtbevölkerung die meisten Verluste erlitt.
Die kasachische Hungersnot ist innerhalb der historischen Forschung oft von der Hungersnot in der Ukraine überschattet.
Nach dem Ende der kasachischen Hungersnot kehrten viele Geflohene nach Kasachstan zurück, entweder freiwillig oder durch Deportation. Andere blieben in den Gebieten, in die sie geflohen waren, und formten einen wichtigen Teil der Basis der großen kasachischen Minderheiten, die noch heute in Russland, Usbekistan, Kirgisistan und Xinjiang (Volksrepublik China) leben.:2

### Russische SFSR

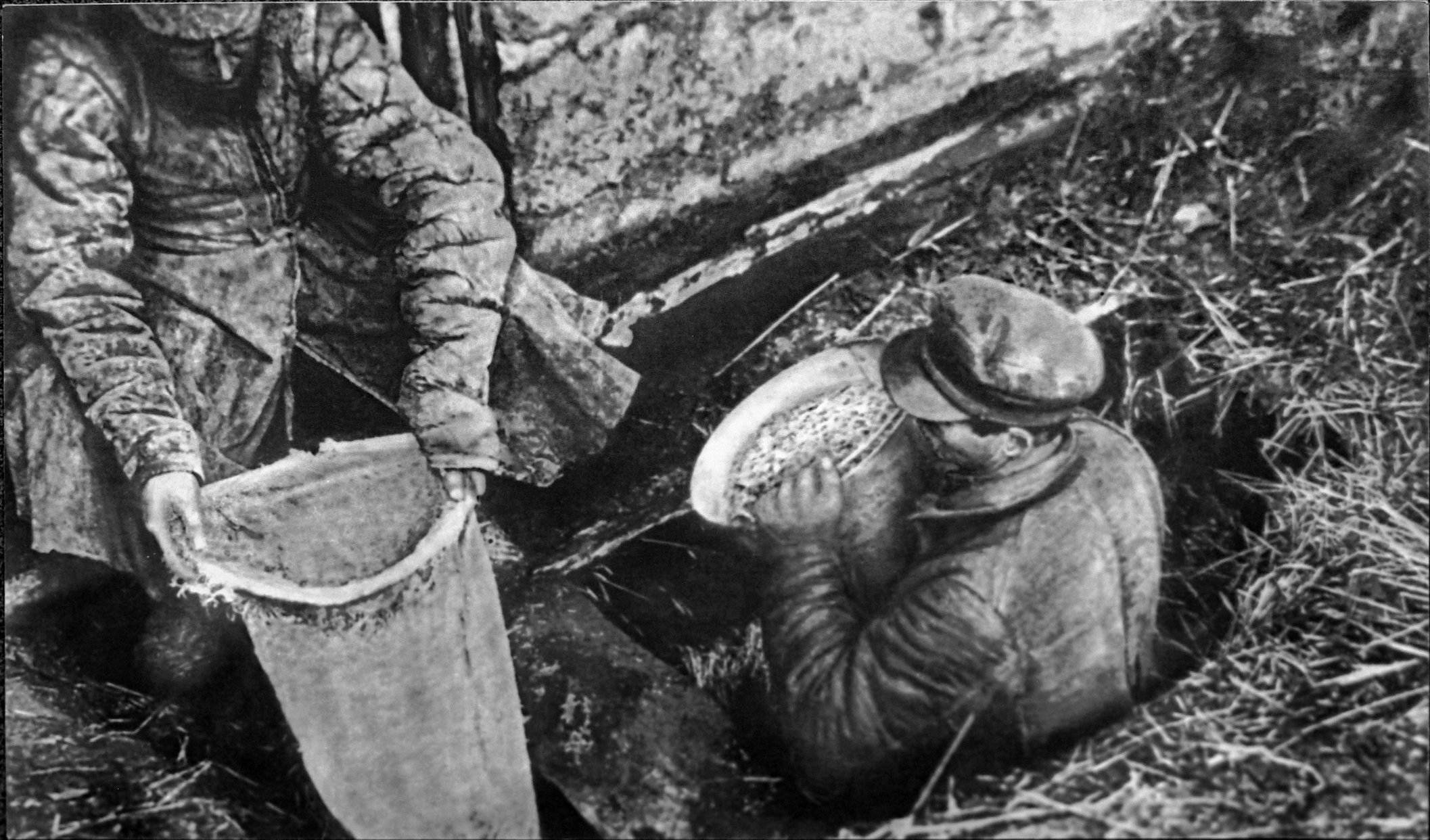
OGPU-Männer bergen verstecktes Getreide aus einer Grube, Russland 1932.

Die Kasachische ASSR war bis 1936 administrativ Teil der RSFSR, ist aber in diesem Artikel separat berücksichtigt, siehe oben.
Russland erlitt während der Hungersnot schwere Verluste, auch wenn diese im Vergleich zur Gesamtbevölkerung geringer ausfielen als in der Ukraine oder in Kasachstan. In der RSFSR war besonders der Südwesten betroffen, insbesondere das Kuban-Gebiet und das Wolga-Gebiet, wo die Wolgadeutsche Republik außerordentlich stark betroffen war. Das Kuban-Gebiet nimmt auch in der Studie des ukrainischen Holodomor eine besondere Stellung ein, da das Kuban-Gebiet trotz seiner politischen Zugehörigkeit zur RSFSR von einer lokalen Bevölkerungsmehrheit von ethnischen Ukrainern bevölkert war.:15
Die Russische SFSR hatte während der Hungersnot unter den logistischen Anforderungen der ukrainischen Flüchtlinge zu leiden, die trotz des Verbotes unionsinterner Migration die Grenze überquerten. Viele dieser Migranten kehrten jedoch schließlich in die Ukraine zurück, da die gesetzliche Situation ihnen gebot, ausschließlich in der Ukraine zu leben und zu arbeiten.
Der Einsatz von Folter während der Getreidebeschlagnahmungen durch die OGPU in der Russischen SFSR ist mehrfach belegt. Am berühmtesten ist der Brief, den der spätere Literaturnobelpreisträger des Jahres 1965 Michail Scholochow persönlich an Stalin richtete.:837

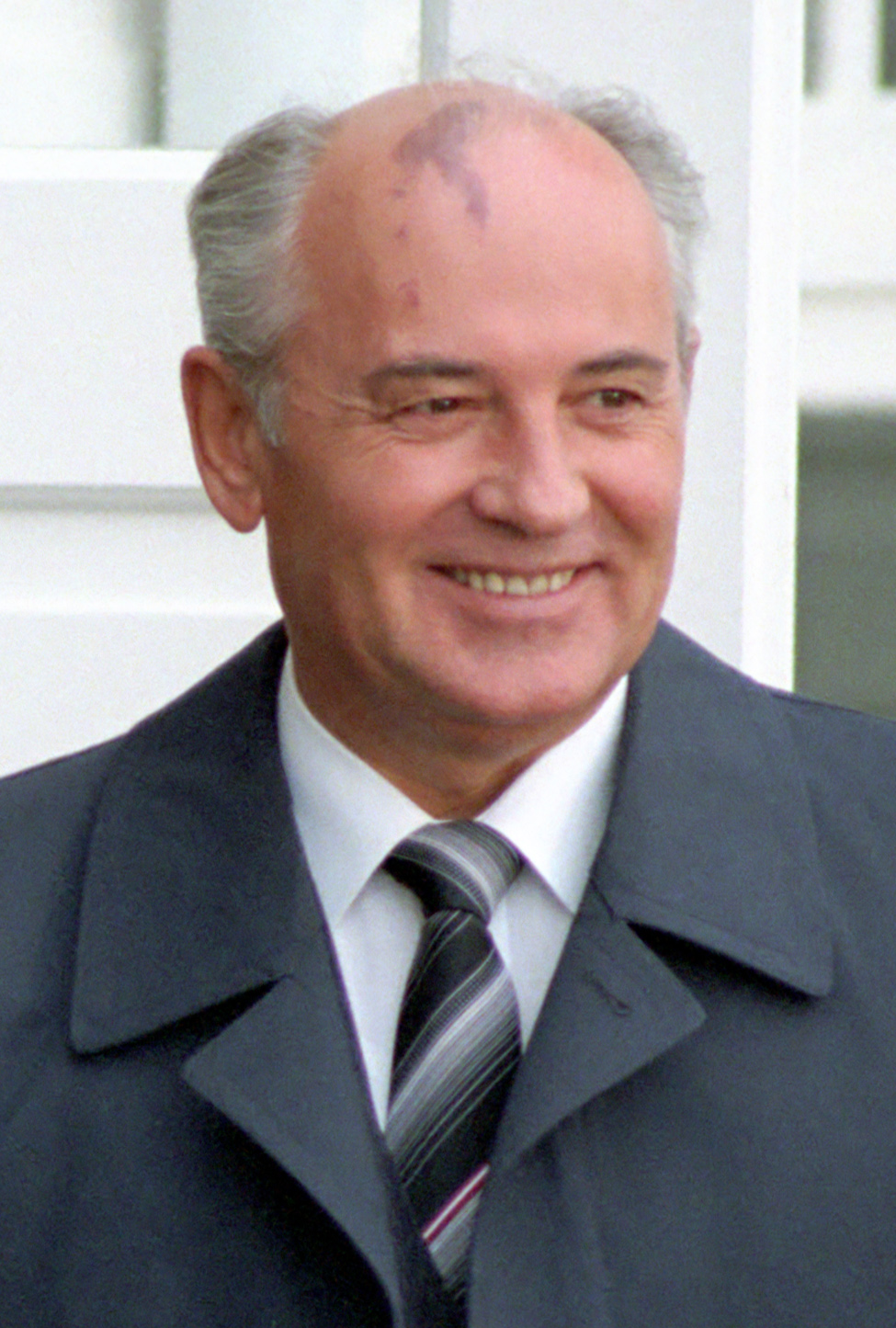
Michail Gorbatschow, zur Zeit der Hungersnot ein Kleinkind, war einer der Betroffenen in Südwestrussland.

Zu den Zivilisten, welche in Stawropol im Nordkaukasus in der Russischen SFSR von der Hungersnot betroffen waren, gehörte auch die Familie des späteren sowjetischen Staatschefs Michail S. Gorbatschow (1931–2022).
Die Russische SFSR hatte während der Hungersnot über 3.000.000 Todesopfer zu beklagen, was etwa 4 % der Gesamtbevölkerung der Teilrepublik entsprach. 82 % der Direktverluste der RSFSR während der Hungersnot wurden während des Jahres 1933 verzeichnet. Die Wolgadeutsche ASSR erlitt 207,5 Verluste pro 1000 Einwohner. Dazu kommen 141,2 pro 1000 in der Region Krasnodar und 132,0 pro 1000 in der Oblast Saratow (ohne Wolgadeutsche ASSR). Die anderen Teile der RSFSR waren weniger betroffen.
Die Hungersnot in der Wolgadeutschen ASSR war unter den ethnisch deutschen Bewohnern größer als bei der ethnisch russischen Bevölkerung. Von den neun mehrheitlich deutschen Bezirken der Wolgadeutschen ASSR litten alle neun schwer Hunger, was nur bei einem der vier mehrheitlich russischen Bezirke der Fall war. Die Wolgadeutsche ASSR verlor zwischen 20 % und 21 % ihrer Bevölkerung während der Hungersnot, womit die ASSR der am schwersten von der Hungersnot betroffene Teil der RSFSR war. Die Verluste waren in relativen Zahlen (wenn auch nicht in absoluten Zahlen) im Ausmaß des Hungertodes den am schwersten betroffenen Gebiete der Ukraine ähnlich. Die exakte Korrelation zwischen der Hungersnot in der Wolgadeutschen ASSR und der Ethnie der Todesopfer erfordert laut N. Levchuk et al. und A. Graziosi weitere historische Forschung.
Die Donkosaken Südwestrusslands waren ebenfalls überdurchschnittlich von der Hungersnot betroffen.:5

### Transkaukasische SFSR
Die Transkaukasische SFSR, welche zwischen 1922 und 1936 die Territorien der heutigen Staaten Armenien, Aserbaidschan und Georgien umfasste, war der am wenigsten von der Hungersnot betroffene Teil der Sowjetunion. An der Hungersnot starben in der TSFSR insgesamt etwa 40.000 Menschen, was einem Verlust von 0,6 % der Gesamtbevölkerung entsprach. In der TSFSR war die Versorgungssituation durchgehend besser als in den Krisenregionen.:542 Der TSFSR blieben viele Repressalien erspart, und sie war oft aus Befehlen der OGPU und anderer Organisationen expliziert ausgeklammert.:220
Einige Hungerflüchtlinge schafften es in ihrer Suche nach besseren Lebensverhältnissen bis in die TSFSR. Eine vierstellige Zahl von Ukrainern wurde von den sowjetischen Behörden aus der TSFSR zurück in die Ukraine deportiert, wobei manchmal der Seeweg genutzt wurde.

### Ukrainische SSR

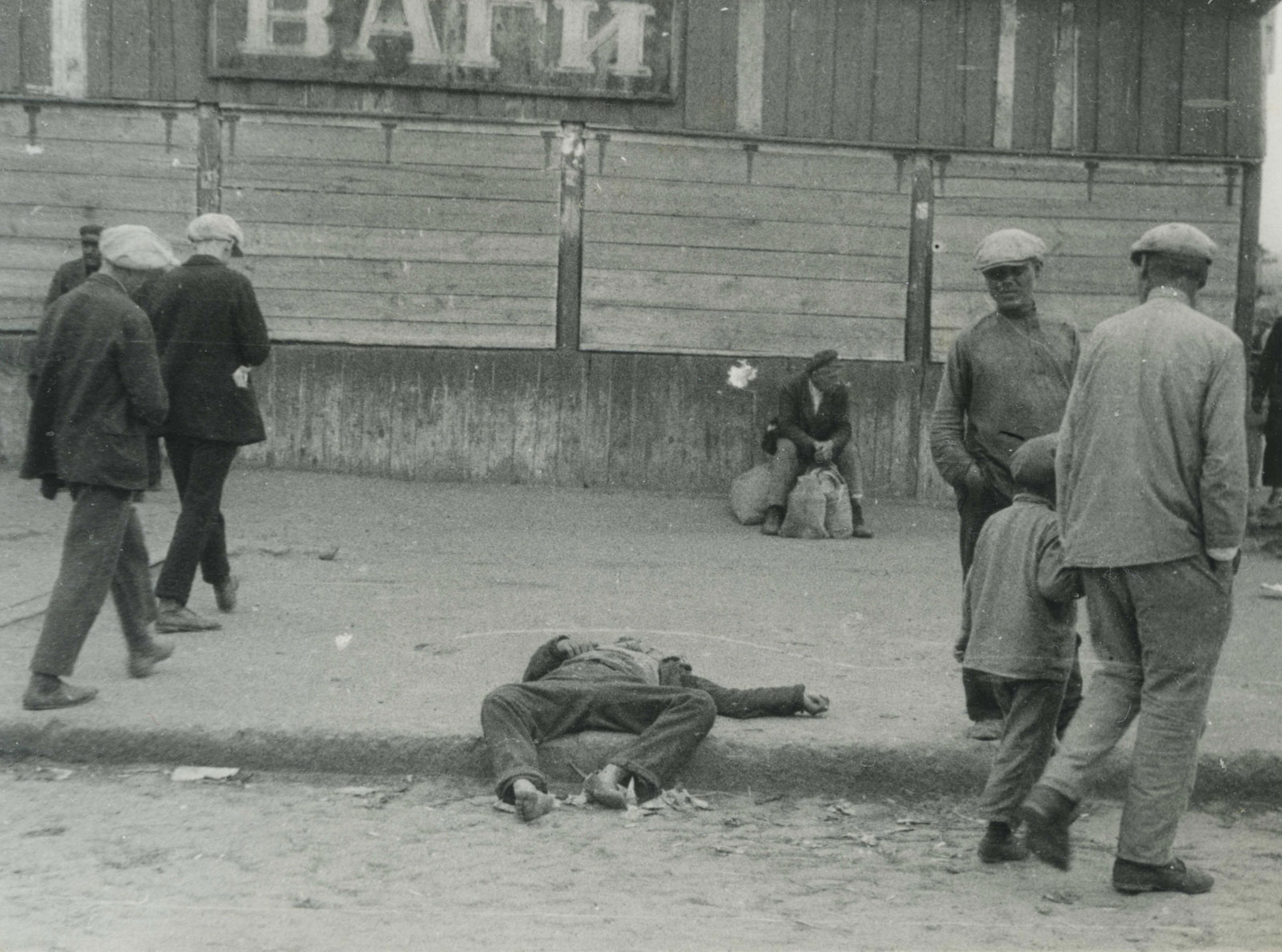
Mann, liegend auf offener Straße, in der Ukraine (1933)

In der Ukraine ist die ukrainische Hungersnot der frühen 1930er, als „Holodomor“ bezeichnet, politisch und kulturell besonders relevant.
Zu den wichtigsten Personen auf Republikebene in der USSR während der Hungersnot gehörten Stanislaw W. Kossior, zu dieser Zeit Erster Sekretär der KPdU, und Wlas J. Tschubar, Zweiter Vorsitzender der Regierung.:17 Im Juli 1932 entschied sich die KPdU auf Druck der Zentralregierung, die Getreideabgabenziele für 1933 trotz der Hungertode in der Ukraine beizubehalten. Es wurde innerhalb weniger Wochen klar, dass die Ukraine dieses Ziel nicht würde einhalten können, und die Abgabenziele wurden mehrmals herabgesetzt, zunächst im August und dann erneut im Oktober 1932, schließlich auch im Januar 1933. Am 5. Februar 1933 wurden die Abgaben auf Republikebene ganz abgebrochen, und die Getreidesammlung auf die lokale Ebene umgewälzt.:23ff.
Die Zahl der Todesfälle der Hungersnot in der Ukraine wird in der jüngeren Forschung zwischen 3.000.000 und 4.000.000 eingeschätzt.:53
Besonders schwer betroffen waren innerhalb der Ukraine Oblast Kiew und Oblast Charkiw. Die drittmeisten Verluste erlitt die Oblast Winnyzja. Die Bevölkerungsverluste pro 1000 waren in den Provinzen der Sowjetukraine wie folgt: Oblast Kiew 200,3, Oblast Charkiw 191,4, Oblast Winnyzja 125,6, Moldauische ASSR 120,2, Oblast Odessa 107,6, Oblast Dnipropetrovsk 101,9, Oblast Chernihiv 91,3 und Oblast Donezk 54,2. Es ergibt sich ein Bild, in dem der mittlere Norden der Ukraine besonders schwer, der Osten der Ukraine etwas weniger betroffen war.
Die Gesamtzahl der Menschenverluste in der Sowjetukraine zwischen 1932 und 1934 beträgt laut O. Wolowyna et al. 3.942.500 Menschen (zwischen 13 % und 14 % der Gesamtbevölkerung). Davon entfielen 250.000 Direktverluste auf das Jahr 1932, 3.529.200 auf das Jahr 1933 und 163.300 auf das Jahr 1934. 90 % der ukrainischen Verluste während der Hungersnot wurde allein im Jahr 1933 verzeichnet.

### Weißrussische SSR
Die WSSR hatte während der Hungersnot unter den logistischen Anforderungen der ukrainischen Flüchtlinge zu leiden, die trotz des Verbotes unionsinterner Migration die Grenze überquerten. Viele dieser Migranten kehrten jedoch schließlich in die Ukraine zurück.
Weißrussland blieb größtenteils von den schlimmsten Auswirkungen der Hungersnot verschont (60.000 bis 70.000 Todesopfer), besonders im Vergleich zur benachbarten Ukraine. Während zwischen 1926 und 1939 die Zahl der Ukrainer in der UdSSR um 10 % sank, stieg die Zahl der Weißrussen im selben Zeitraum um 11 %, von 4.738.900 auf 5.275.400.:10

## Internationale Reaktionen

### Deutschland

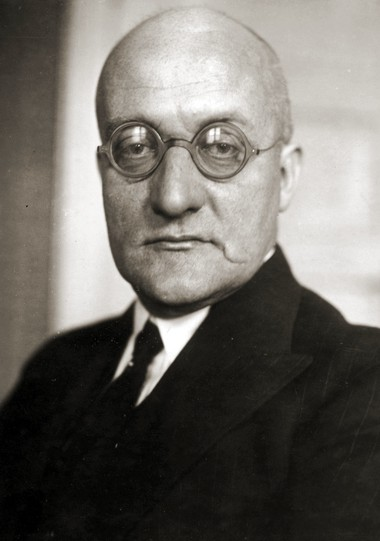
Herbert von Dirksen, deutscher Botschafter in Moskau von 1928 bis 1933

Zur Zeit der Hungersnot war Herbert von Dirksen der deutsche Botschafter in Moskau. Dirksen schrieb umfangreiche Berichte über die Hungersnot.
Die Weimarer Republik, wo im Januar 1933 Adolf Hitler Reichskanzler werden würde, war seit dem Vertrag von Rapallo 1922 der engste internationale Partner der Sowjetunion gewesen und entsprechend gut diplomatisch in der UdSSR vertreten. Selbst die „Machtergreifung“ der Nationalsozialisten führte nicht sofort zu einer außenpolitischen Zäsur zwischen Deutschland und der Sowjetunion, sodass zum Beispiel im Mai 1933 die Verlängerung des Berliner Vertrages von 1926 ohne große von den Nationalsozialisten ausgelöste Zwischenfälle ratifiziert werden konnte. Dennoch gab es während des Frühjahrs 1933 ein tiefes ideologisch bedingtes Misstrauen auf beiden Seiten.
In den frühen Tagen des Nationalsozialismus war die „Russische Abteilung“ des Auswärtigen Amtes darauf bedacht, trotz des drastischen Ideologiewechsels der deutschen Regierung die guten Beziehungen zur Sowjetunion zu erhalten.
Die deutschen Diplomaten in der UdSSR, insbesondere die Botschaft in Moskau und das Konsulat in Charkiw, erstellten umfangreiche Dokumente und Datensätze bezüglich der Hungersnot in der UdSSR. Als Ergebnis verfügte Deutschland über das vermutlich bestinformierte diplomatische Korps während der sowjetischen Hungersnot, vielleicht nur mit Ausnahme Polens.
Der deutschbaltische Publizist Ewald Ammende, der später auch an der Veröffentlichung der vom Österreicher Alexander Wienerberger aufgenommenen Fotografien der Hungersnot mitbeteiligt war, versuchte zwischen 1933 und 1934, in Kanada und den USA Hilfslieferungen für die hungernden Gebiete der UdSSR zu sichern. Er unternahm ähnliche Versuche zwischen 1934 und 1935 in Großbritannien.:133

### Frankreich

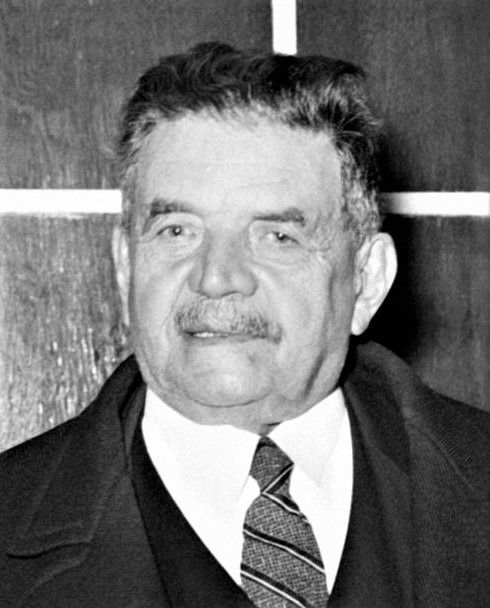
Édouard Herriot ließ sich nach einer kontrollierten Rundfahrt in der Sowjetunion als Leugner der Hungersnot instrumentalisieren.

Für die UdSSR wurde die Dritte Französische Republik zu einem unerlässlichen Partner, nachdem die Machtergreifung der Nationalsozialisten die sowjetische Partnerschaft mit Deutschland hatte fraglich werden lassen. Stalin war zu dieser Zeit stark an einer Annäherung an Frankreich interessiert, um so durch Abwerbung des Hauptverbündeten die Position Polens zu schwächen und einen starken Partner gegen Deutschland zu gewinnen. Im Mai 1935 entstand schließlich der sowjetisch-französische Beistandsvertrag. Ebenso erhoffte sich Stalin von Frankreich Schützenhilfe für den sowjetische Eintritt in den Völkerbund, welcher schließlich 1934 gelang.
Der ehemalige Premierminister Édouard Herriot, der während seiner Amtszeit die diplomatische Anerkennung der UdSSR durch die französische Regierung durchgesetzt hatte, wurde während der Hungersnot in der UdSSR zu einer jener westlichen Personen, welche die Schwere der sowjetischen Hungersnot herunterspielten.:110 Er hielt sich zwischen August und September 1933 in der UdSSR auf, wobei fünf Tage seines Besuchs auf die Ukraine entfielen. Seine sowjetischen Begleiter zeigten Herriot sorgfältig präparierte Orte in der USSR. Herriots Aussage, es gäbe keinen Hunger in der UdSSR, wurde am 13. September 1933 von der Prawda gemeldet.:314 Die Verblendungstaktik der sowjetischen Obrigkeit blieb auch Diplomaten von Drittstaaten zu jener Zeit nicht verborgen; ein Dokument des britischen Außenministeriums bezeichnete Herriot als „überraschend leichtgläubig“ (engl.: surprisingly gullible). Herriot war vermutlich politisch motiviert und wünschte, um jeden Preis die französischen Handelsbeziehungen mit der Sowjetunion anzukurbeln, aber er wurde auch bei eigenen Nachfragen über die Hungersnot gezielt von den Sowjets belogen.
Eine französische Zeitung, welche intensiv über die Hungersnot berichtete, war Le Matin.

### Italien
Das faschistische Italien war während der Hungersnot mit mehreren diplomatischen Vertretungen neben der italienischen Botschaft in Moskau in der UdSSR präsent, darunter einem Konsulat in Charkiw (später nach Kiew verlegt) und einem weiteren Konsulat in Odessa. Die italienischen Diplomaten beobachteten die Vorgänge der Hungersnot genau, mit besonderer Rücksicht auf die winzige italienische Minderheit in der UdSSR, besonders in der Region Wladikawkas. Die italienische Minderheit in der Sowjetunion hatte eine durchwachsene Geschichte; einige waren Antifaschisten, die vor der Machtübernahme Mussolinis geflohen waren, wiederum andere waren Bauern auf der Suche nach Farmland, die nach Beginn der Zwangskollektivierung in den späten 1920ern und frühen 1930ern oft wieder nach Italien zurückkehrten.
Obgleich die beiden Länder von ideologisch verfeindeten Regierungen beherrscht wurden, gab es seit 1924 pragmatische Annäherungsversuche von beiden Seiten. Am 2. September 1933 wurde ein italienisch-sowjetischer Freundschaftsvertrag unterzeichnet, der den Höhepunkt der Beziehungen beider Länder darstellte. Nach dem italienischen Einmarsch in Äthiopien im Jahr 1935 verschlechterten sich die Beziehungen wieder.

### Kanada
In Kanada gab es in den frühen 1930ern mehrere Zeitungen der Exilukrainer, die sich umfangreich mit der Hungersnot beschäftigten, darunter Ukrainskiy holos und Novyi shliakh.

### Österreich

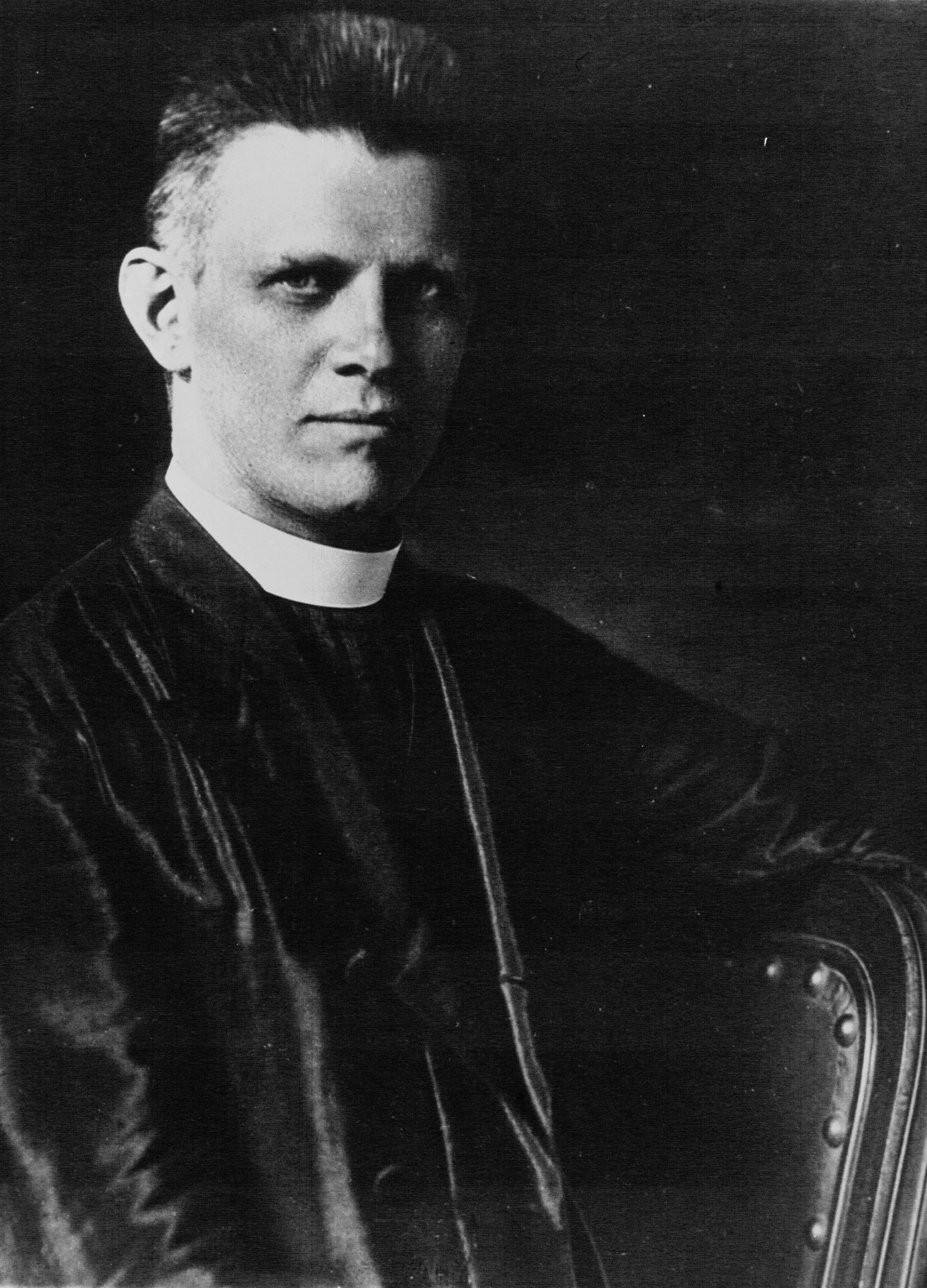
Theodor Innitzer startete im Sommer 1933 mehrere Initiativen der Hilfeleistung für die Hungernden in der Ukraine.

Der Österreicher Alexander Wienerberger wurde als Fotograf der Hungersnot in der Ukraine bekannt. Seine Fotografien sind einige der sehr wenigen Bildquellen der Hungersnot, die der Zensur der sowjetischen Geheimpolizei entgingen. Einige der Fotografien wurden 1935 vom Deutschen Ewald Ammende in Österreich veröffentlicht. Zuvor waren sie ebenfalls in politischen Pamphleten der Vaterländischen Front des Jahres 1934 veröffentlicht worden. Ammende und Wienerberger wurden vom österreichischen Kardinal (ab 1932 Erzbischof von Wien) Theodor Innitzer unterstützt. Im September 1933 gründete Erzbischof Innitzer ein interkonfessionelles Hilfskomitee, nachdem er am 20. August 1933 einen Aufruf an die Weltöffentlichkeit gerichtet hatte, Hungerhilfe zu leisten.

### Polen
Die Zweite Polnische Republik war seit dem Polnisch-Sowjetischen Krieg (1919 bis 1921) der europäische Staat gewesen, welcher der UdSSR am misstrauischsten gegenüberstand. Stalins Paranoia bezüglich einer Unterwanderung der Ukraine durch polnische Spione trug zur harten Linie der Sowjetregierung bei. Stalin fürchtete außerdem eine mögliche Allianz Polens mit Rumänien und Japan gegen die Sowjetunion.
Obwohl Untersuchungen der polnischen Linie bezüglich der sowjetischen Hungersnot jahrzehntelang von der Regierung der (Volks-)Republik Polen (1944 bis 1989) behindert wurden, sind die Tätigkeiten der polnischen Regierung in den frühen 1930ern seit 1989 besonders von polnischen Historikern intensiv untersucht worden.
Im Bereich der sowjetischen Hungersnot gehörten die polnischen Behörden zu den bestinformierten politischen Institutionen in Europa. Das polnische Konsulat in Kiew verfasste detaillierte Berichte über die Hungersnot in der Ukraine.:469
Eine besondere Rolle innerhalb der Reaktion der Zweiten Polnischen Republik zur Hungersnot in der Sowjetunion, von der die Sowjetukraine besonders betroffen war, nimmt die Westukraine ein, die in der Zwischenkriegszeit als Ergebnis des Polnisch-Sowjetischen Kriegs zu den polnischen Ostgebieten („Kresy“) gehörte und folglich nicht Teil des Machtbereichs der UdSSR war. Die führende ukrainischsprachige Zeitung in der polnischen Westukraine war Dilo, die Hauptzeitung der ukrainischsprachigen Gemeinschaft in Lemberg (ukrainisch: Lwiw, polnisch: Lwów). In der Dilo wurde die Hungersnot der ukrainischen Landsleute auf der sowjetischen Seite der Grenze umfangreich besprochen.

### Vereinigtes Königreich
In den frühen 1930ern gab es Aufwind in den britisch-sowjetischen Beziehungen. Trotz der Metro-Vickers-Affäre von 1933 waren beide Seiten auf diplomatische Annäherung bedacht, besonders nach der Machtergreifung der Nationalsozialisten in Deutschland.
Dem britischen Foreign Office war die Hungersnot in der Sowjetunion gut bekannt. Besonders die britischen diplomatischen Vertretungen in der Ukraine erstellten zahlreiche Berichte über die Hungersnot dort. Nach Auffassung der britischen Diplomaten waren Hungersnot und Volksfurcht die „Hauptverbündeten der Sowjetmacht“. Dennoch waren die diplomatischen Berichte der Briten merklich unkritischer als die der Deutschen, der Polen und der Italiener.
Gareth Jones war ein walisischer Korrespondent der Western Mail, der als Journalist über die Hungersnot in Russland und der Ukraine berichtete, und dessen Lebensgeschichte zum Vorbild des polnisch-ukrainischen Spielfilms Red Secrets – Im Fadenkreuz Stalins (2019) wurde. Jones kritisierte die Arbeit des sowjetfreundlichen Engländers Walter Duranty, welcher in seinen Berichten für die US-amerikanische Zeitung New York Times die Ausmaße der Hungersnot herunterspielte.:573 Die New York Times entschuldigte sich Jahrzehnte später für Durantys Berichterstattung, und es gab Forderungen, Duranty den Pulitzerpreis von 1932 abzuerkennen.
Ein weiterer englischer Journalist, der von sowjetischen Behörden unentdeckt Berichte über die Hungersnot aus der UdSSR herausschmuggelte, war Malcolm Muggeridge. Muggeridge berichtete hauptsächlich aus dem Nordkaukasus. Die Zeitung, mit der Muggeridge korrespondierte, der Manchester Guardian (seit 1959: The Guardian), wurde zu einer jener westlichen Zeitungen, die relativ intensiv über die Hungersnot berichteten.

### Vereinigte Staaten

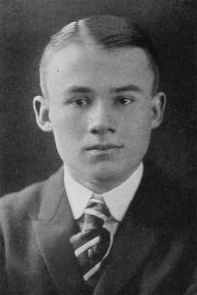
William Henry Chamberlin war ein US-amerikanischer Journalist und Russlandkorrespondent. Er war für den Christian Science Monitor tätig.

Von den verfälschten und sowjetfreundlichen Berichten des englischen Journalisten Walter Duranty beeinflusst, erkannte die Regierung der USA im Jahr 1933, während der Zeit der Hungersnot, die Regierung der UdSSR an.
Eine amerikanische Zeitung, die intensiv über die Hungersnot berichtete, war der Christian Science Monitor. Ein wichtiger Journalist des CSM war der Korrespondent in Moskau, William Henry Chamberlin.
Die Exilukrainer in den Vereinigten Staaten sammelten und veröffentlichten Berichte über die Hungersnot in den ukrainisch-amerikanischen Zeitungen, besonders der Svoboda.
Nach Ende der Hauptphase der Hungersnot veröffentlichte das Zeitungsimperium des William Randolph Hearst im Februar 1935 eine Serie von Fotografien, welche angeblich die Hungersnot zeigten. Diese Fotografien, von Thomas Walker erstellt, wurden später diskreditiert.

## Nachspiel
Als die sowjetische Volkszählung 1937 die massiven Bevölkerungsverluste der Hungersnot akkurat darstellte, und insbesondere bei den Volksgruppen der Ukrainer und der Kasachen schwere Verluste verzeichnete, wurde eine Veröffentlichung der Zahlen unterbunden. Der Behördenleiter Ossip Kwitkin sowie viele seiner Untergebenen wurden im März 1937 der konterrevolutionären Zersetzung verdächtigt und verhaftet. 1939 wurde eine geschönte Version mit gefälschten Zahlen veröffentlicht.
1946/1947 kam es nach dem Zweiten Weltkrieg zur dritten und letzten großen sowjetischen Hungersnot.
Genau wie die Sowjetregierung während der Hungersnot jede Existenz derselben bestritten hatte, blieb dieselbe Politik der Verschleierung auch nach Ende der Hungersnot für Jahrzehnte erhalten. Selbst nachdem die Geheimrede Chruschtschows 1956 das Zeitalter der Destalinisierung einläutete und einige der Opfer der Verbrechen der stalinistischen Herrschaft rehabilitierte, blieb die Hungersnot unter der Verhüllung der Staatspropaganda.:559 Ein kurzes Zeitfenster, in welchem Veröffentlichung von Artikeln über die Hungersnot erlaubt war, war die Besatzungszeit der deutschen Wehrmacht zwischen 1941 und 1944 (Zweiter Weltkrieg). Die Deutschen betrieben mehrere ukrainische Zeitungen mit dem Ziel, die Ukrainer als Verbündete gegen die Sowjetunion zu gewinnen. Stepan Sosnowyj arbeitete 1942/1943 in der besetzten Ukraine für die Deutschen, aber seine Veröffentlichungen über den Holodomor wurden nach Ende des Krieges auch in Kanada publiziert.
Die Erforschung der Hungersnot erlebte in den frühen 1980ern, anlässlich der fünfzigsten Jährung, eine Renaissance. Die US-Regierung setzte eine Forschungskommission unter James E. Mace ein, und der britische Historiker Robert Conquest veröffentlichte 1986 das Buch The Harvest of Sorrow, ins Deutsche übersetzt unter dem Titel Ernte des Todes: Stalins Holocaust in der Ukraine 1929–1933. Conquests Buch war in der westlichen konservativen Historiografie der Sowjetunion richtungsweisend, und die Arbeit durch Conquest und Mace provozierte die Einsetzung einer Gegenkommission durch die sowjetische Regierung.
Nach der Einführung der Glasnost-Politik unter Michail S. Gorbatschow wurde es Historikern auch innerhalb der Sowjetunion zunehmend möglich, die große sowjetische Hungersnot (sowie die anderen beiden großen Hungersnöte, 1921/1922 und 1946/1947) ernsthaft historisch zu untersuchen.:559 Trotzdem war es bis zum Ende der UdSSR unerwünscht, der KPdSU die Schuld an der Hungersnot zu geben. Zuletzt war die sowjetische Staatslinie, dass es zwar eine Hungersnot gegeben hatte, diese aber nicht die Schuld der sowjetischen Regierung war.
Nach dem Zerfall der Sowjetunion kam es insbesondere in der neuentstandenen Ukraine zu einer intensiven Aufarbeitung des verfügbaren Archivmaterials. Die Öffnung der ukrainischen Zentralarchive in Kiew und der russischen und all-sowjetischen Zentralarchive in Moskau gab Historikern Zugang zu vielen Dokumenten auf Unions- und Republikebene, die während der Hungersnot von Sowjetbehörden erstellt und seitdem geheim gehalten worden waren.

## Kulturelles Erbe

### Postsowjetische Staaten

#### Kasachstan
Besonders im Vergleich zur Erinnerungskultur in der Ukraine ist die Erinnerung der Bevölkerung in Kasachstan an die eigene Hungersnot wesentlich weniger weit verbreitet. Die größten Städte Kasachstans erhielten erst vor kurzer Zeit überhaupt Denkmäler an die Hungersnot (Astana 2012, Almaty 2017).
Anders als in der Ukraine wird in Kasachstan die Besprechung der Theorie eines Völkermordes gegen die Kasachen von der politischen Führung vermieden. Der kasachische Machthaber Nursultan Nasarbajew hat es in Anbetracht der großen russischen Minderheit in Kasachstan und der engen Beziehungen mit der Russischen Föderation vermieden, durch eine Völkermordsdiskussion die russische Regierung zu verärgern.

#### Russland
Die russische Regierung ist stark daran interessiert, die allsowjetische Dimension der Hungersnot zu betonen, um damit besonders den ukrainischen Narrativen eines Völkermords an den Ukrainern entgegenzusteuern. Seit Mitte der 2000er haben sowohl die Präsidenten Putin und Medwedew als auch die russische Duma deutliche Anstrengungen unternommen, in der Völkermorddebatte nicht an Boden zu verlieren. Am 2. April 2008 erklärte die russische Staatsduma erneut, dass es keine Anhaltspunkte für eine Genozidalität der sowjetischen Hungersnot gäbe. Im Namen der Erklärung wurde die Hungersnot als „Hungersnot der 1930er auf dem Gebiet der UdSSR“ betitelt.:xiv

#### Ukraine
Der „Holodomor“ wird von der ukrainischen Regierung als Völkermord der sowjetischen Regierung am ukrainischen Volk bewertet. Diese Auffassung teilen auch mehrere andere europäische, nordamerikanische und lateinamerikanische Staaten, namentlich Australien, Ecuador, Estland, Georgien, Lettland, Litauen, Kanada, Kolumbien, Mexiko, Paraguay, Peru, Polen, Portugal, Ungarn und die Vatikanstadt. In den Vereinigten Staaten haben mehrere individuelle Bundesstaaten und der US-Senat den Holodomor als Völkermord anerkannt. Mehrere Staaten widersprechen, insbesondere Russland, aber auch Israel.
Fast jede ukrainische Großstadt enthält dedizierte Denkmäler für die Opfer der Hungersnot.
Die verschiedenen Präsidentschaften der unabhängigen Ukraine hatten alle verschiedene Einflüsse auf die ukrainische Erinnerungspolitik. Der zweite Präsident, Leonid Kutschma (Amtszeit 1994 bis 2005), fuhr eine ambivalente Politik, um zum einen die Unterstützung der ukrainischen Nationalisten nicht zu verlieren und zum anderen die russische Regierung und die russische Minderheit in der Ukraine nicht zu verärgern. Besonders der dritte Präsident, Wiktor Juschtschenko (Amtszeit 2005 bis 2010), machte die Erforschung des Holodomor zu einem Eckpfeiler seiner Politik. Diese Politik wurde zeitweise von Juschtschenkos Nachfolger, dem russlandfreundlichen Wiktor Janukowytsch (Amtszeit 2010 bis 2014), unterbrochen. Während Janukowytschs Amtszeit wurden zahlreiche ukrainische Staatsarchive wieder geschlossen. Ein weiterer Paradigmenwechsel waren der Euromaidan, die Annexion der Krim durch Russland und der russische Überfall auf die Ukraine. Seitdem überwiegen antirussische Meinungen in der Ukraine.
Im ukrainischen Geschichts- und Kulturbild nimmt die Völkermordsfrage eine zentrale Rolle ein, insbesondere als Aspekt der politischen und kulturellen Abgrenzung von Russland. Der Holodomor ist in der Nationalmythologie der Ukraine das Schlüsselstück eines Opfernarrativs, welchem zufolge die Ukraine während der gesamten Sowjetzeit ein unterdrücktes Land und die Ukrainer ein unterdrücktes Volk gewesen waren.

### Weitere Staaten

#### Deutschland
In der Bundesrepublik Deutschland sind vor allem die ukrainische Diaspora und die Diplomaten der Ukraine aktiv in der Erinnerungskultur der sowjetischen Hungersnot, insbesondere des Holodomor. Auch der Dachverband der ukrainischen Organisationen in Deutschland e.V. bewirbt sich um Holodomor-Erinnerungskultur in der Bundesrepublik.
Am 30. November 2022 ordnete der Deutsche Bundestag den Holodomor in der Ukraine in den Jahren 1932 und 1933 als Völkermord ein.

#### Kanada

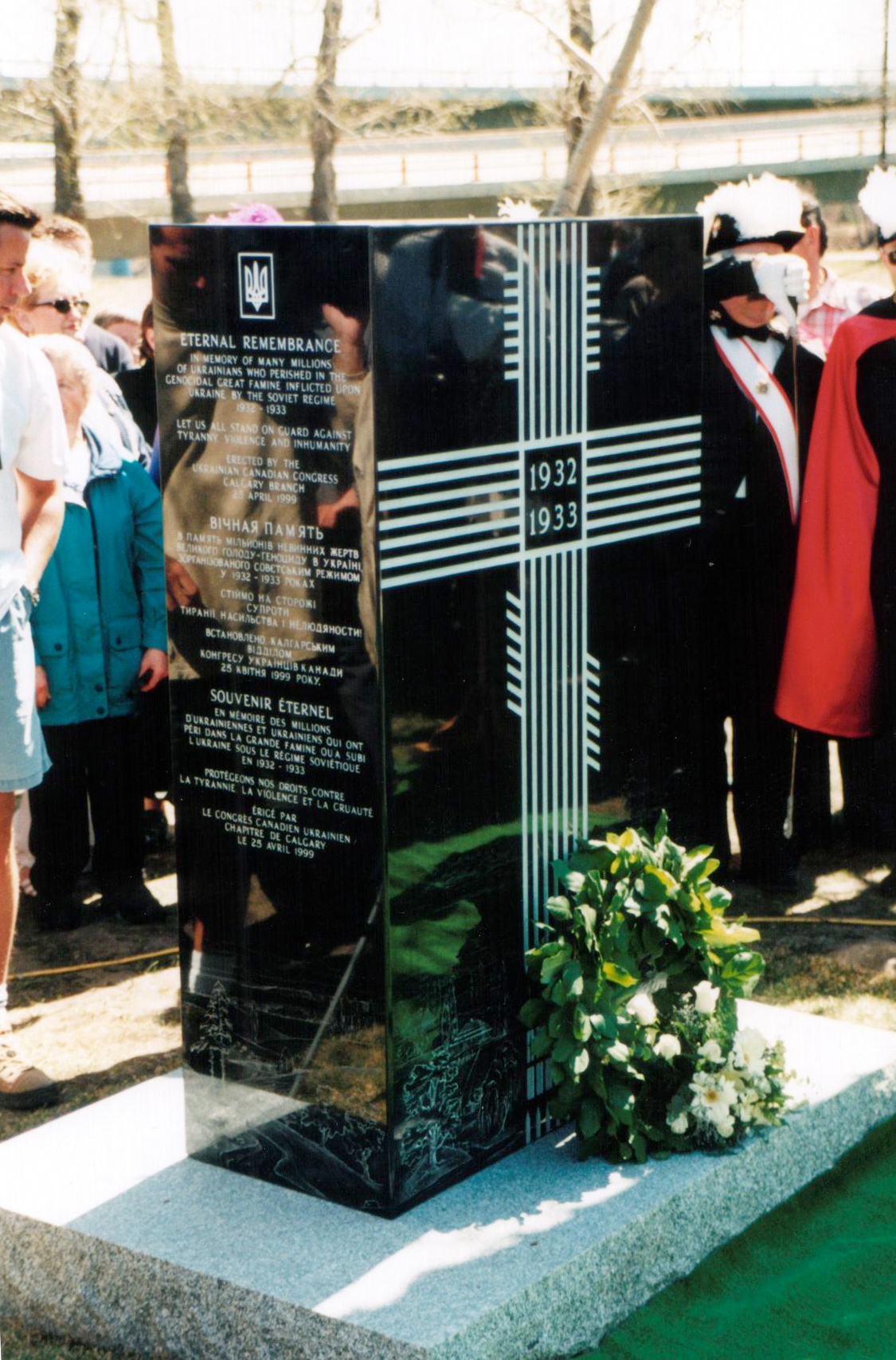
Holodomordenkmal in Calgary, Kanada

Die ukrainische Diaspora in Kanada gehört seit den 1930ern zu den stärksten Befürwortern der Völkermordthese der sowjetischen Hungersnot.:xiii Ein geschichtswissenschaftlicher Mittelpunkt der ukrainischstämmigen Kanadier ist das Canadian Institute for Ukrainian Studies in der University of Alberta in Edmonton.
In der Stadt Edmonton wurde 1983 das Holodomordenkmal als das erste öffentliche Denkmal an die Hungersnot weltweit gesetzt. Parallel gibt es in Kanada Auseinandersetzungen zwischen der jüdischen Gemeinschaft auf einer Seite und den armenischen und ukrainischen Gemeinschaften auf der anderen Seite bezüglich der Relevanz bestimmter Völkermorde, insbesondere des Vergleichs zwischen dem Holocaust und den anderen Völkermorden des 20. Jahrhunderts.
Kanada ist auch das Produktionsland des Spielfilms Holodomor – Bittere Ernte (2017), produziert vom kanadischen Exilukrainer Ian Ihnatowycz.

#### Vereinigte Staaten
Ebenso wie in Kanada hat die ukrainische Diaspora auch in den USA erheblichen Einfluss auf den sozialen Diskurs der sowjetischen Hungersnot. Die Ukrainisch-Amerikaner vertreten stark die These eines Völkermords an den Ukrainern in den frühen 1930ern.:xii
Ein geschichtswissenschaftlicher Mittelpunkt der ukrainischstämmigen Amerikaner ist das Harvard Ukrainian Research Institute in der Harvard University in Cambridge, Massachusetts.